# Туризм в Перу

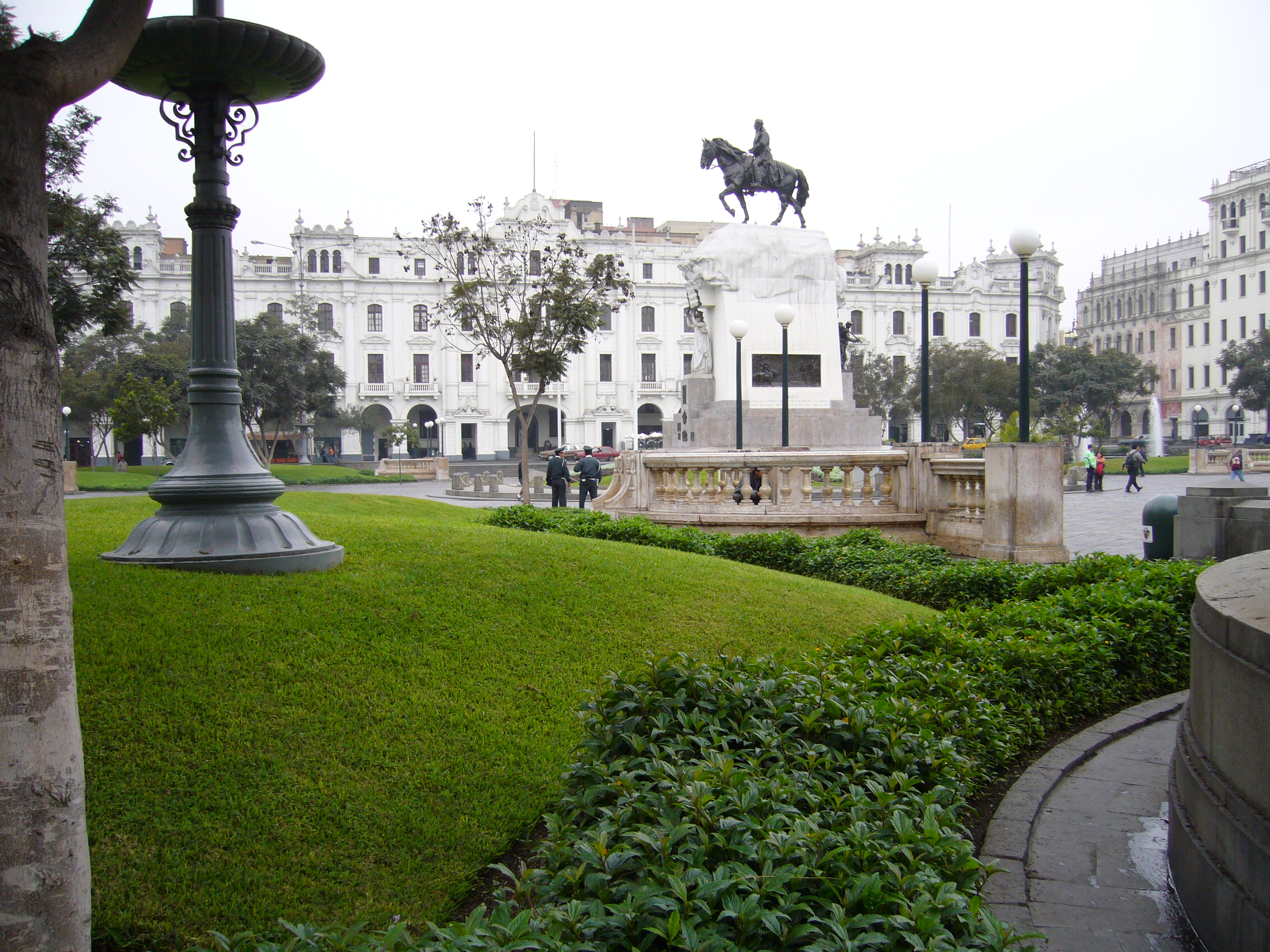
Площадь де-Сан-Мартин, Лима

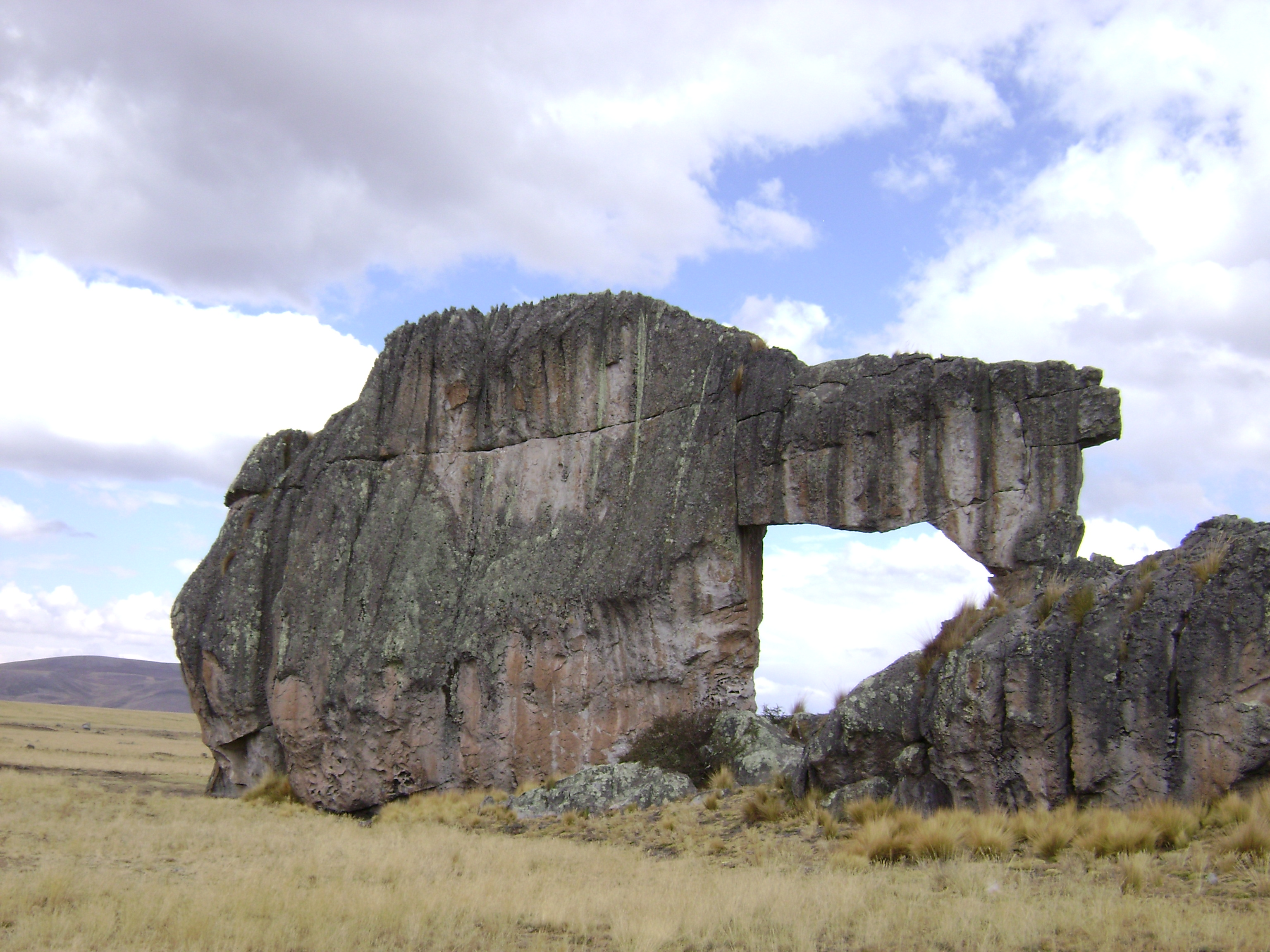
Альпака. Каменный лес Huayllay

Перу — страна, обладающая разнообразными достопримечательностями, богатой культурой, природными памятниками, историей и кухней.
Туризм является третьей по величине отраслью экономики страны после рыболовства и горнодобывающей промышленности.
Основными объектами туризма являются: более чем 100000 археологических памятников, экотуризм в перуанской Амазонии, туризм в колониальных городах, гастрономический туризм, экстремальный туризм и пляжный туризм. Исследование перуанского правительства показали, что степень удовлетворённости туристов после посещения страны составляет 94 %. В основном страну посещают туристы из США, Чили, Аргентины, Великобритании, Франции, Германии, Бразилии, Испании, Канады и Италии.

## Динамика
Туризм оказывает влияние на ВВП страны в размере 7 % и является самым быстро растущим сектором экономики. Регулируется и стимулируется Комиссией по поощрению экспорта и туризма Перу, а также Министерством внешней торговли и туризма.
В туристической деятельности занято 11 % от экономически активного населения, которое в основном трудится в гостиничном бизнесе и в сфере транспорта.
В последние годы Перу участвует в различных выставках и конкурсах, активно рекламируя природные и архитектурные богатства страны. В следующей таблице показана динамика роста числа иностранных туристов, посетивших страну.
| Год  | Количество туристов | Доход, млн.$ |
| ---- | ------------------- | ------------ |
| 2002 | 1063606             | 837          |
| 2003 | 1135769             | 1023         |
| 2004 | 1349959             | 1232         |
| 2005 | 1570566             | 1438         |
| 2006 | 1720746             | 1775         |
| 2007 | 1916400             | 2007         |
| 2008 | 2057620             | 2396         |
| 2009 | 2300961             | 2440         |
| 2010 | 2700000             | 2741         |

В 2010 году 2299187 иностранных туристов посетили Перу, в основном из следующих стран:
| Место | Страна         | Прибыль (2011) $ | Место | Страна     | Прибыль (2011), $ |
| ----- | -------------- | ---------------- | ----- | ---------- | ----------------- |
| 1     | Чили           | 700,944          | 11    | Германия   | 53,201            |
| 2     | США            | 600,232          | 12    | Канада     | 52,955            |
| 3     | Эквадор        | 250,445          | 13    | Италия     | 41,831            |
| 4     | Аргентина      | 127,062          | 14    | Венесуэла  | 38,468            |
| 5     | Колумбия       | 125,642          | 15    | Мексика    | 38,097            |
| 6     | Испания        | 120,666          | 16    | Япония     | 30,604            |
| 7     | Бразилия       | 94,674           | 17    | Австралия  | 29,659            |
| 8     | Боливия        | 86,181           | 18    | Нидерланды | 24,795            |
| 9     | Франция        | 66,985           | 19    | Швейцария  | 18,217            |
| 10    | Великобритания | 54,182           | 20    | Израиль    | 12,978            |

## Услуги информационной помощи туристам

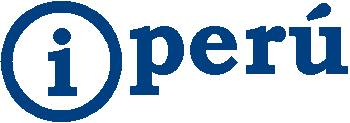
Логотип Iperú

В Перу существует организация, работающая 7 дней в неделю в течение всего года, называемая Iperú. Оказывает услуги для внутренних и иностранных туристов до, во время и после поездки в страну, а также принимает жалобы и предложения, касающиеся туристического бизнеса, достопримечательностей и вообще перуанского туризма.

## Регионы

### Амасонас

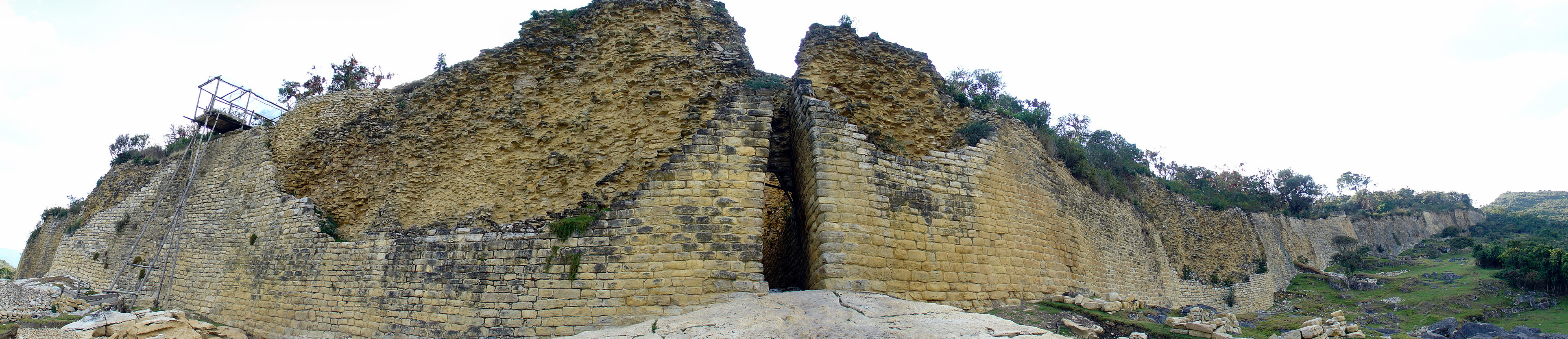
Крепость Куэлап

Имеет множество уникальных биотопов, со своим микроклиматом. Кроме этого, регион являлся местом проживания доколумбовых цивилизаций, которые оставили неповторимые памятники своей некогда великой культуры.
Столица Чачапояс сочетает различные стили и эпохи колониальной архитектуры.
Самой впечатляющей достопримечательностью является крепость Куэлап, которая часто упоминается как северный Мачу-Пикчу.
В окрестностях Чачапояс обнаружено большое количество археологических памятников инкского и доинкского периодов; по имени города названа археологическая культура Чачапойя. Жители этой культуры создали множество архитектурных памятников: Куэлап, Гран-Пахатен, Лагуна-де-лос-Кондорес и др.
Водопад Гокта обнаружен в 2005 году и является третьим по величине в мире.
В регионе экспедиция перуанских археологов обнаружила 2 храма, возраст которых составляет более 4000 лет. На месте, где были обнаружены сооружения до последнего времени была мусорная свалка. Стены храмов сооружены из гигантских камней весом до 200 кг.

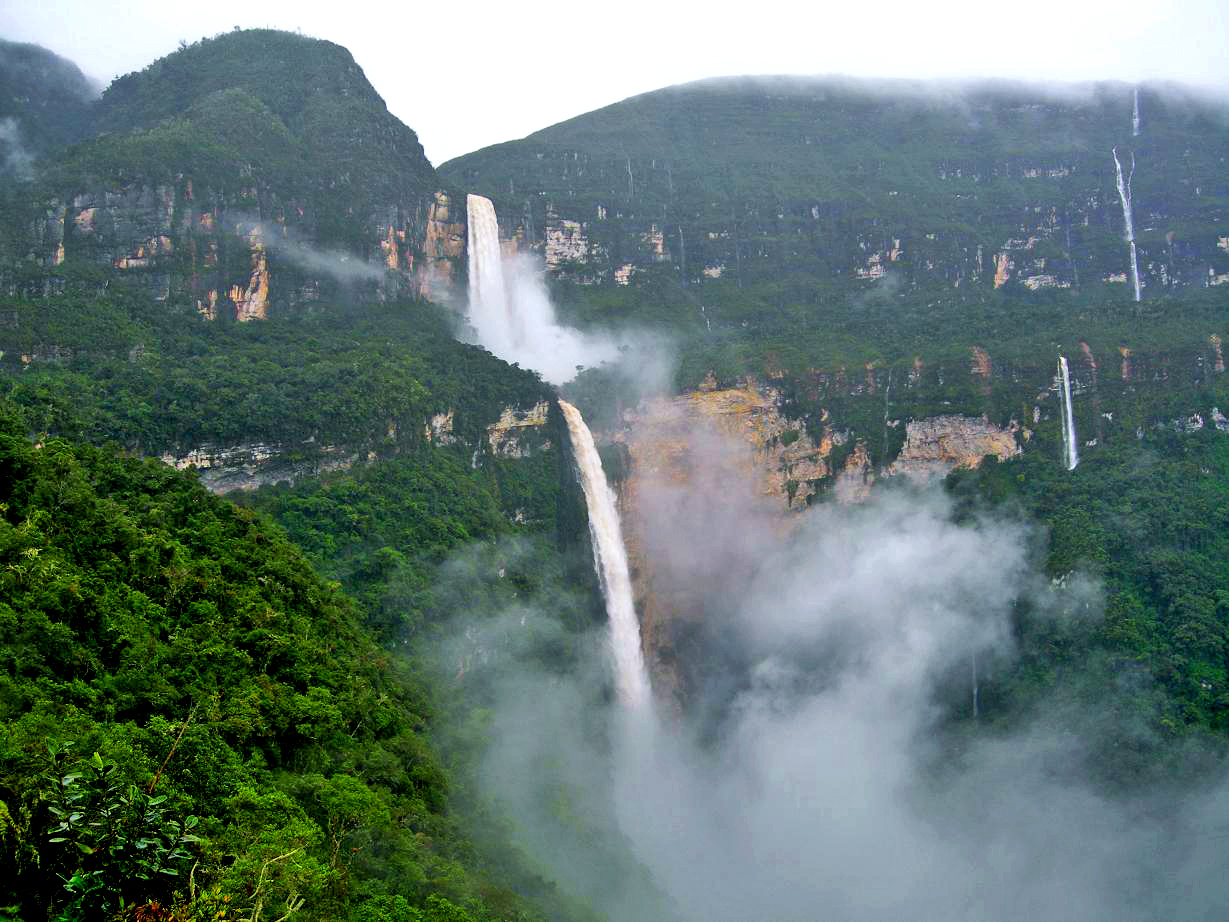
Водопад Гокта, 771 м.
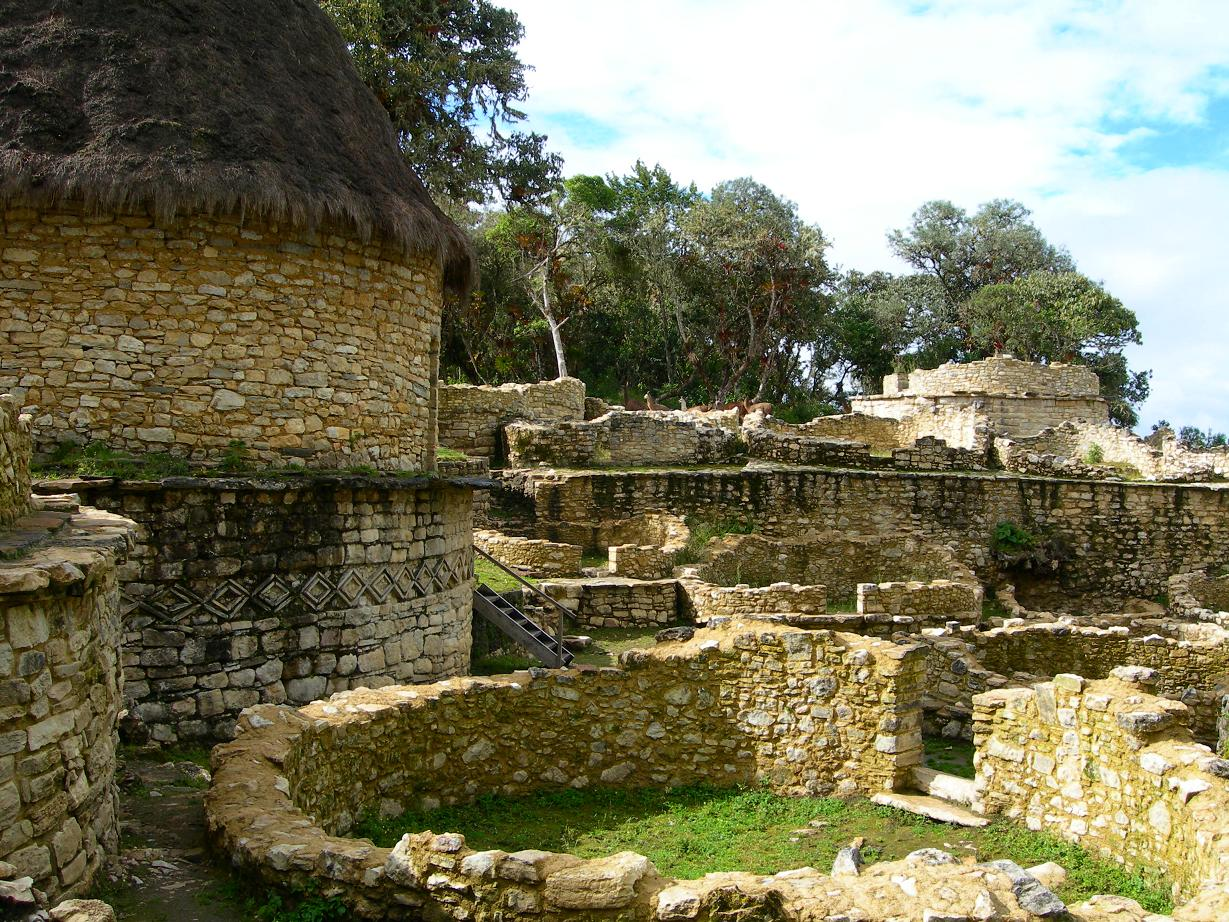
Внутренний двор крепости Куэлап
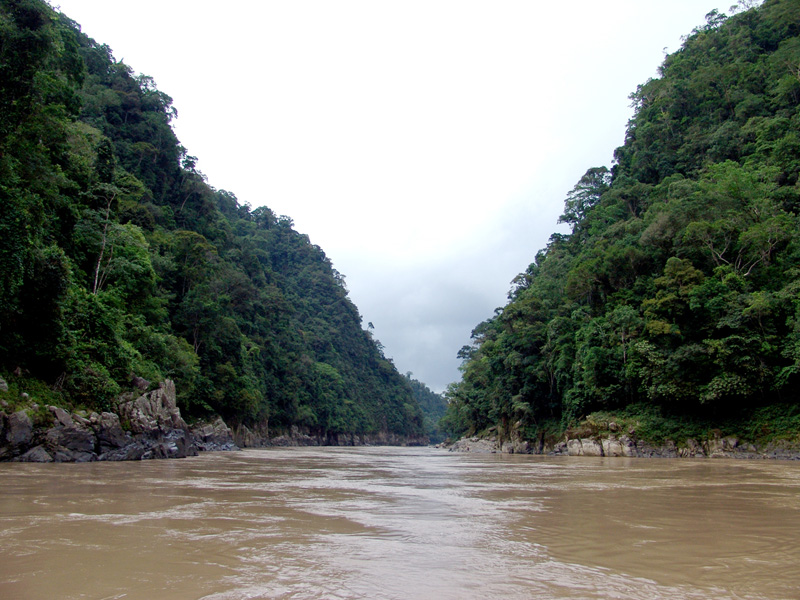
Река Мараньон
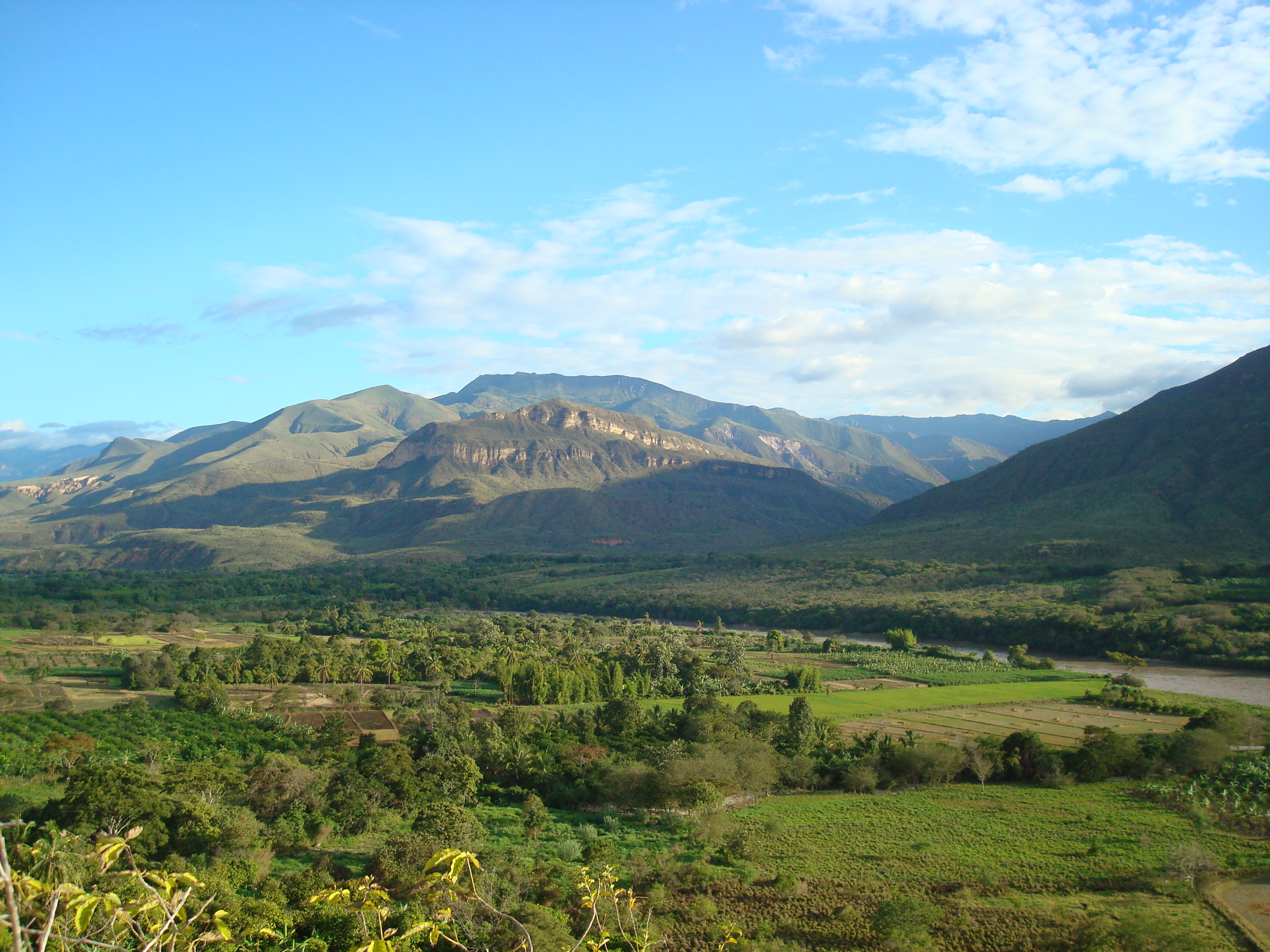
Река Тахтаго

### Анкаш

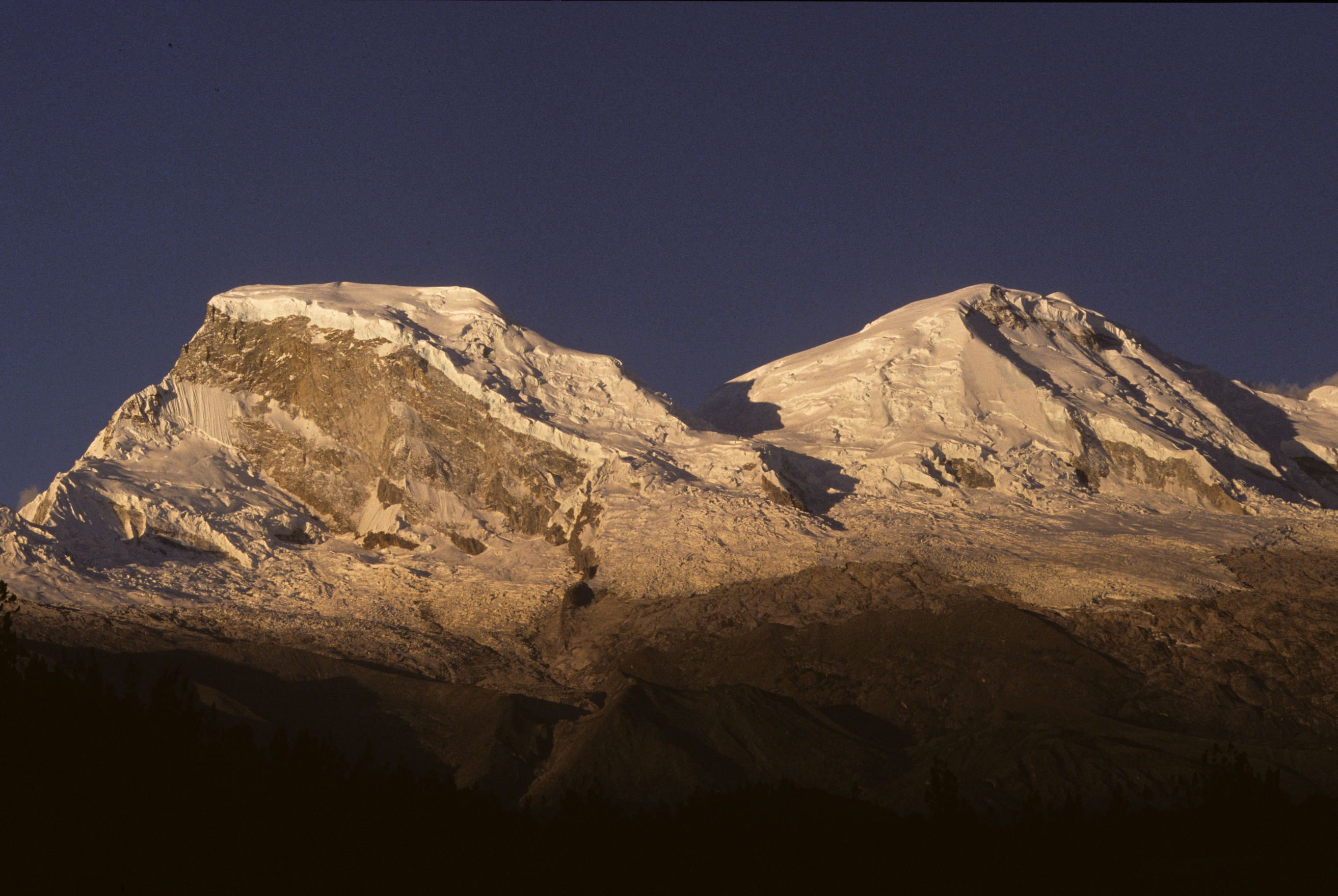
Уаскаран— гора в Андах высотой 6768 м, самая высокая точка Перу и четвёртая по высоте гора Южной Америки

Регион расположен на хребте Кордильера-Бланка, самом высокогорном массиве Перу. Регион является центром экстремального туризма в стране. Существует разветвлённая сеть маршрутов для пеших прогулок. Вдоль троп расположены захватывающие пейзажи с 12 000 озёрами. Наиболее популярные экскурсии проходят через Кордильера-Бланка и Кордильера-Уайуаш.
Столица город Уарас — центр Альпинизма и горных лыж. Самым динамично развивающимся видом спорта является горный велосипед.
Рафтинг также является важной частью туризма.
В регионе расположен древний монументальный комплекс Чанкильо. Город расположен на вершине холма, на котором остались развалины обсерватории «Тринадцать башен», жилые помещения и места для общественных собраний. Возраст всех построек датируется 6000 лет.
На территории региона произрастает одно из самых редких растений, являющееся символом Перу пуйя Раймонда из семейства бромелиевых, которая знаменита своими колоссальными размерами (более 10 метров в период цветения). Растение имеет ограниченный ареал в перуано-боливийских Андах на котором охраняется как вид с сокращающейся численностью.
Главной достопримечательностью этой области является Национальный парк Уаскаран, находящийся под охраной ЮНЕСКО.

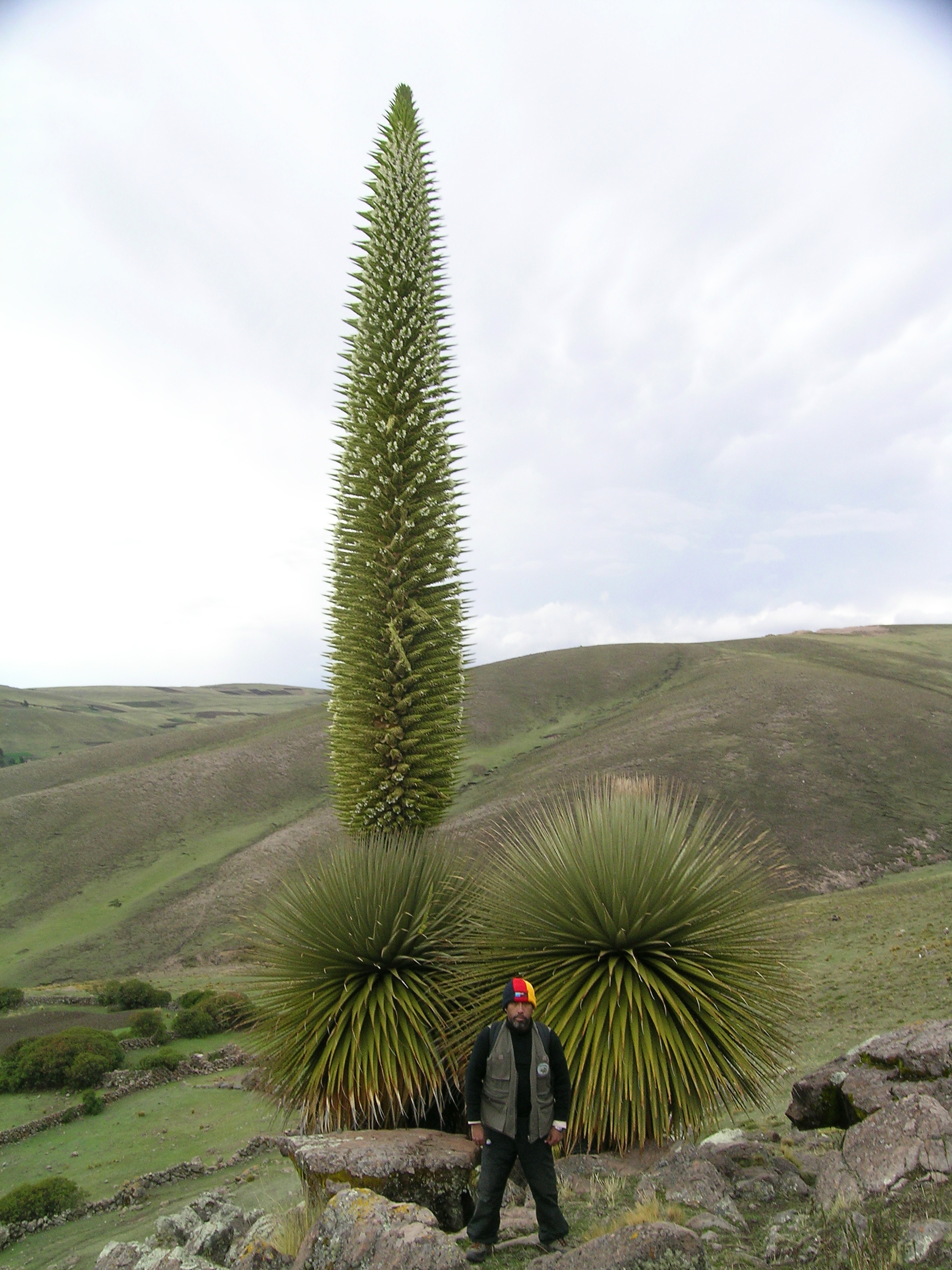
Пуйя Раймонда
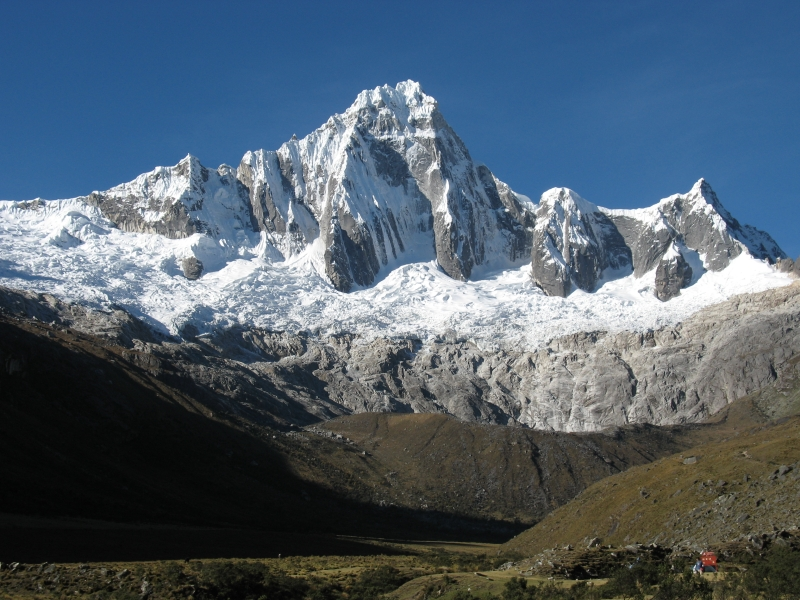
Таулираху (5830 м.)
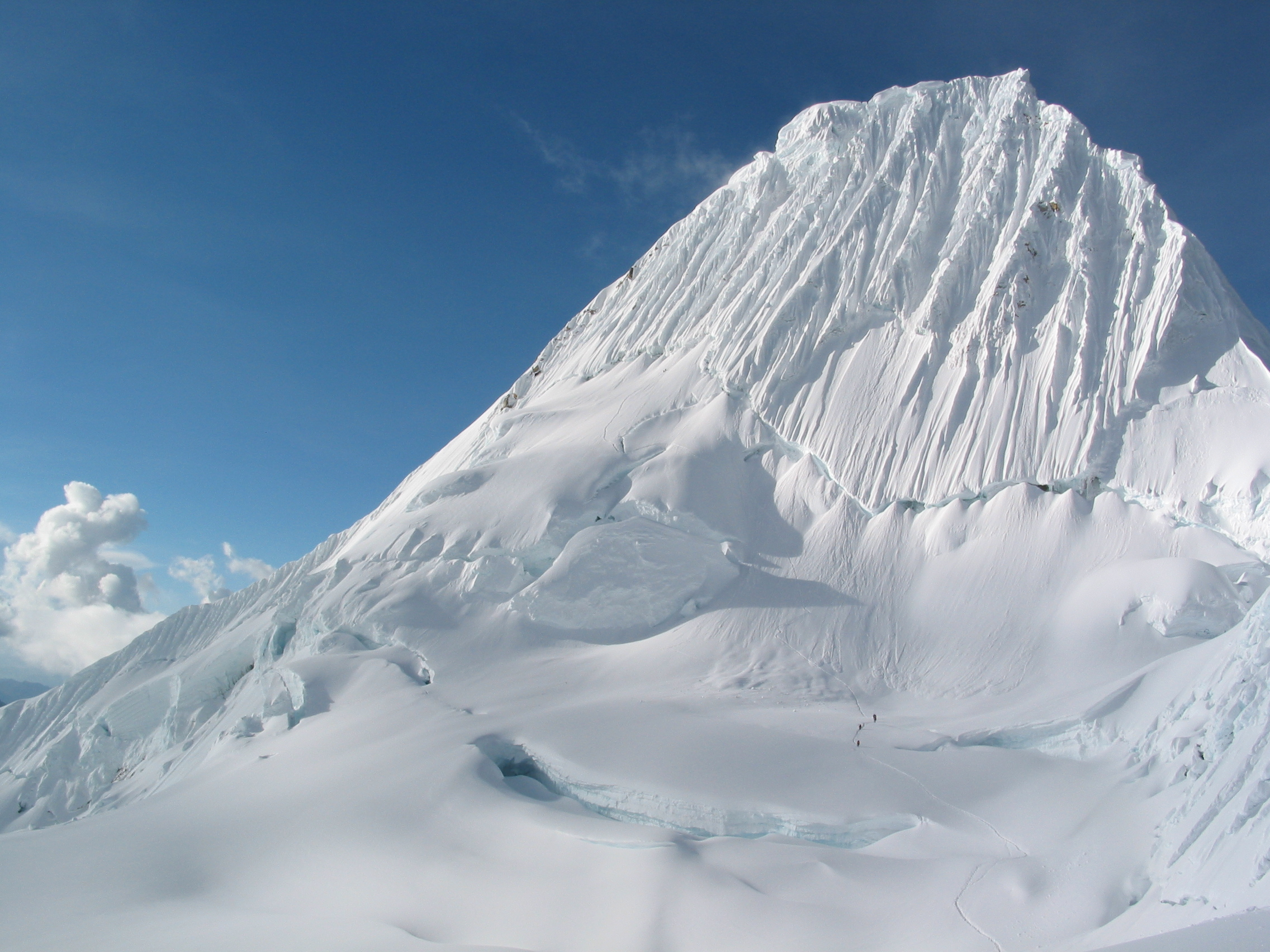
Алпамайо (5947 м.)
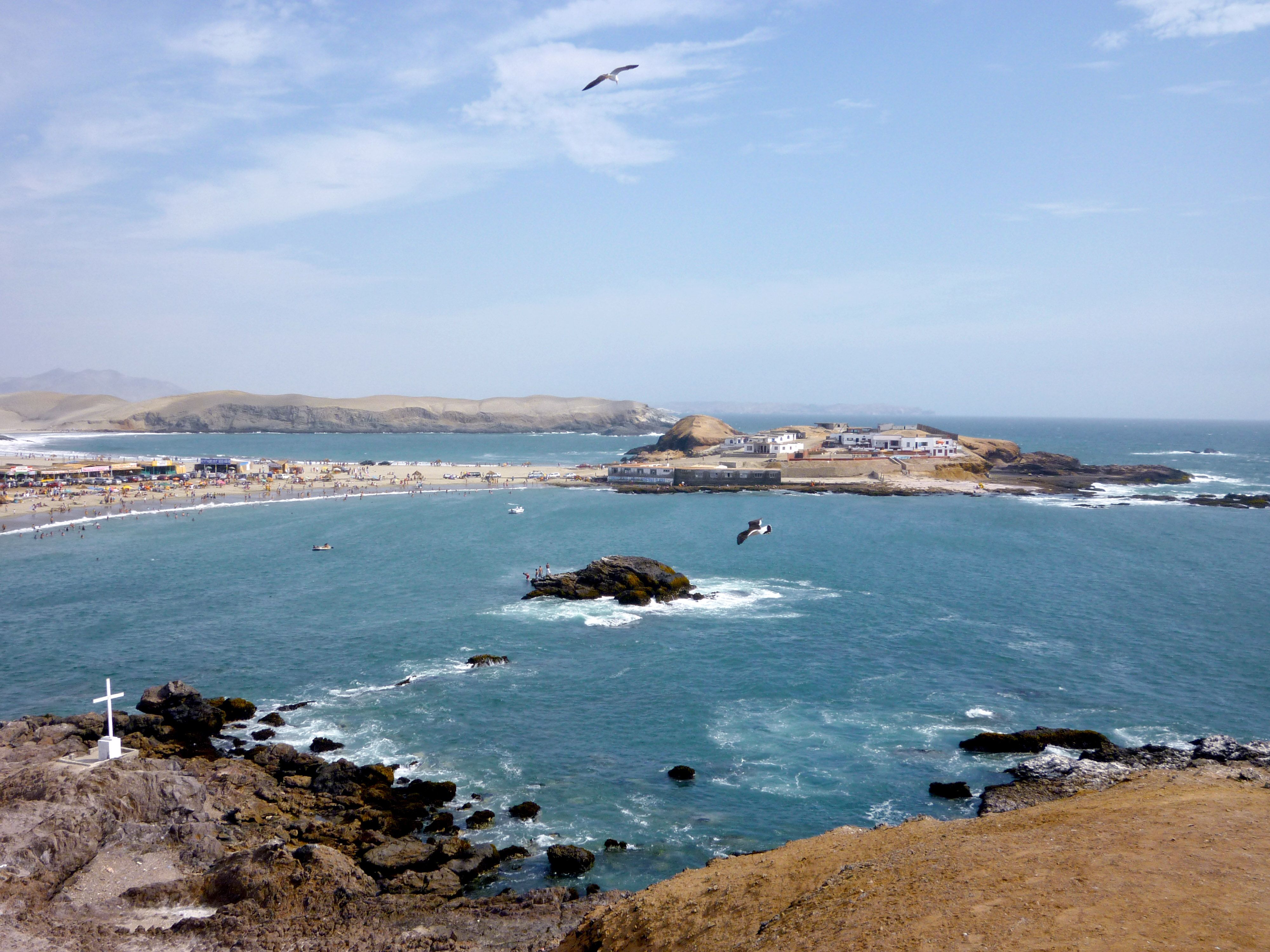
Курорт на  побережье Тихого океана
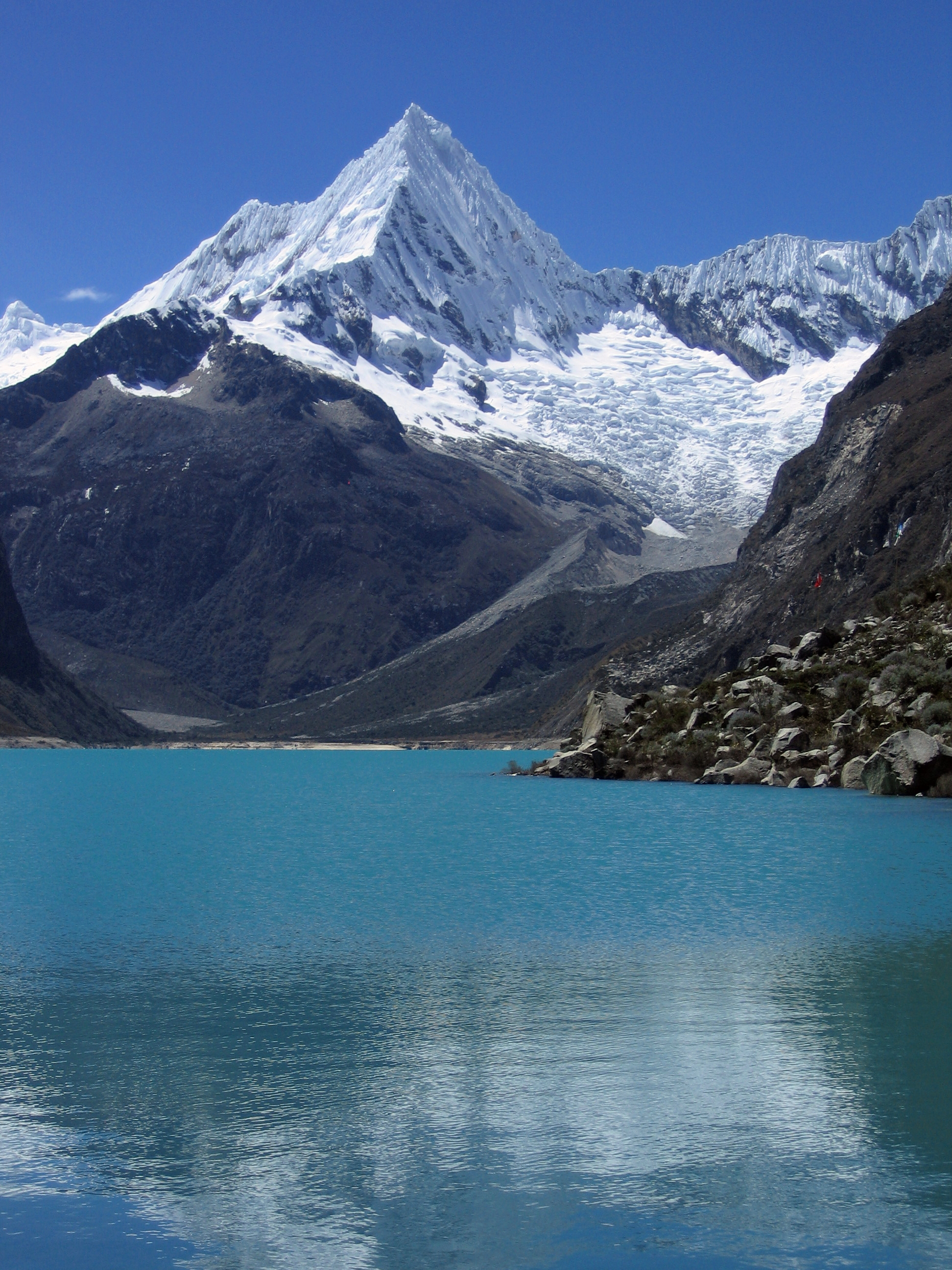
Высокогорное озеро Парон
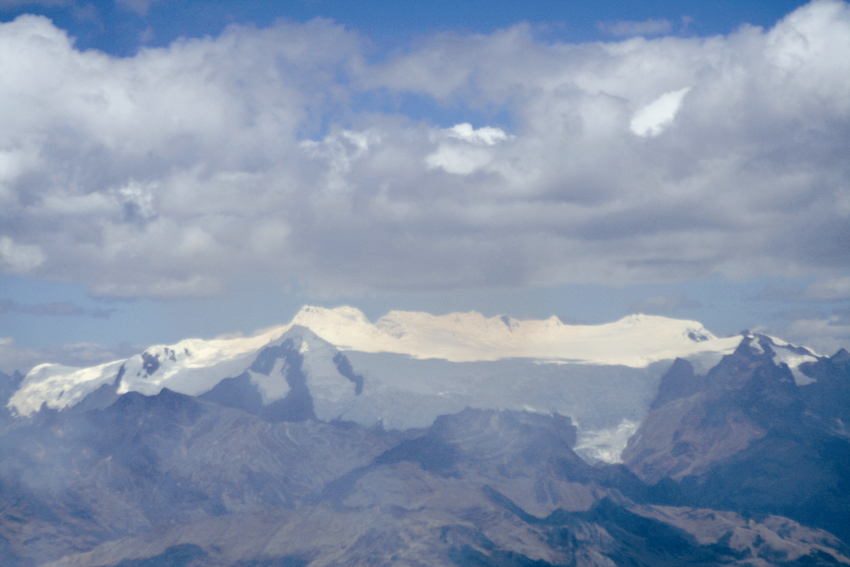
Перлила. Эти склоны  отлично  подходят для  горных лыж
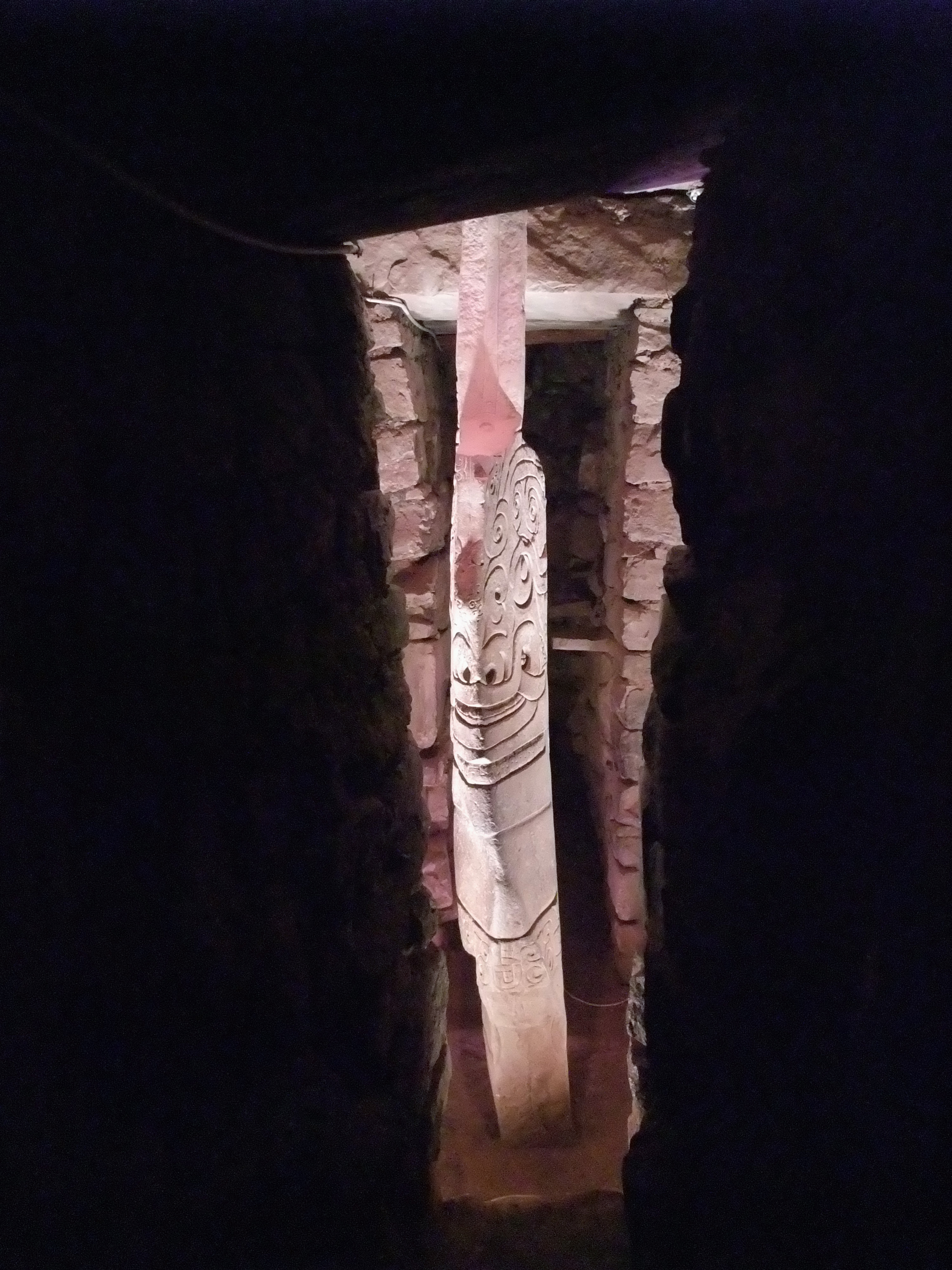
Единственная статуя божества древних инков, найденная на специализированном для него месте.

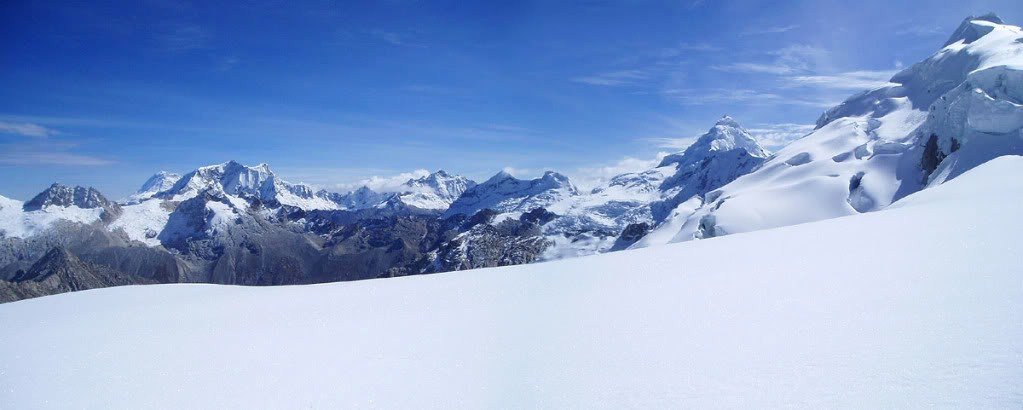
Вид на снежные вершины Ishinka и Tocllaraju от горы Уаскаран

### Апуримак
Расположен в горах южного Перу и собирает в себе многие известные города с испанской колониальной архитектурой. В основной туристы совершают походы и сплавляются по горным рекам. Так как регион близок к Куско, многие туристы совершать длительные поездки из Куско в Апуримак.

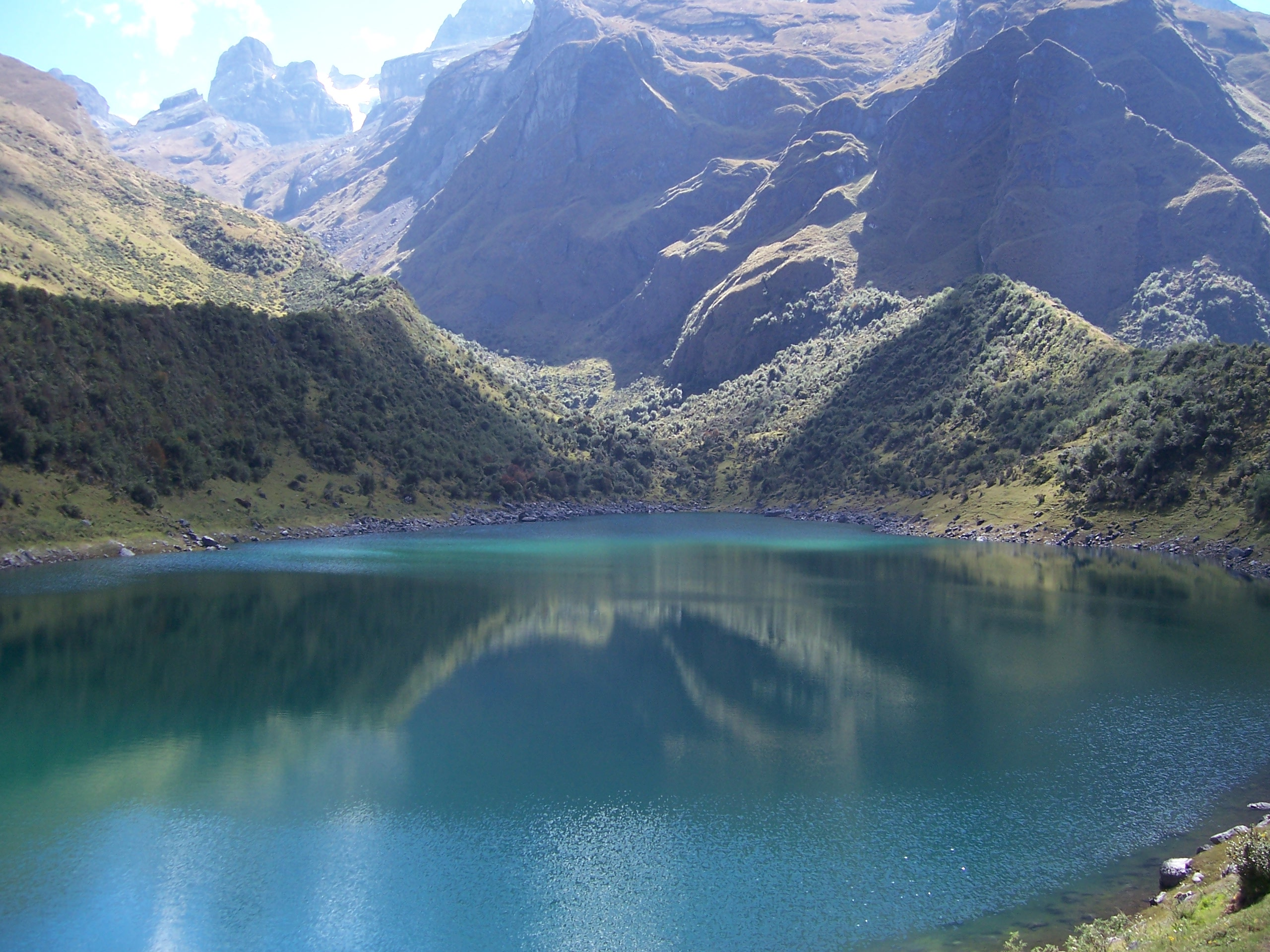
В регионе  можно  увидеть красивейшие  лагуны
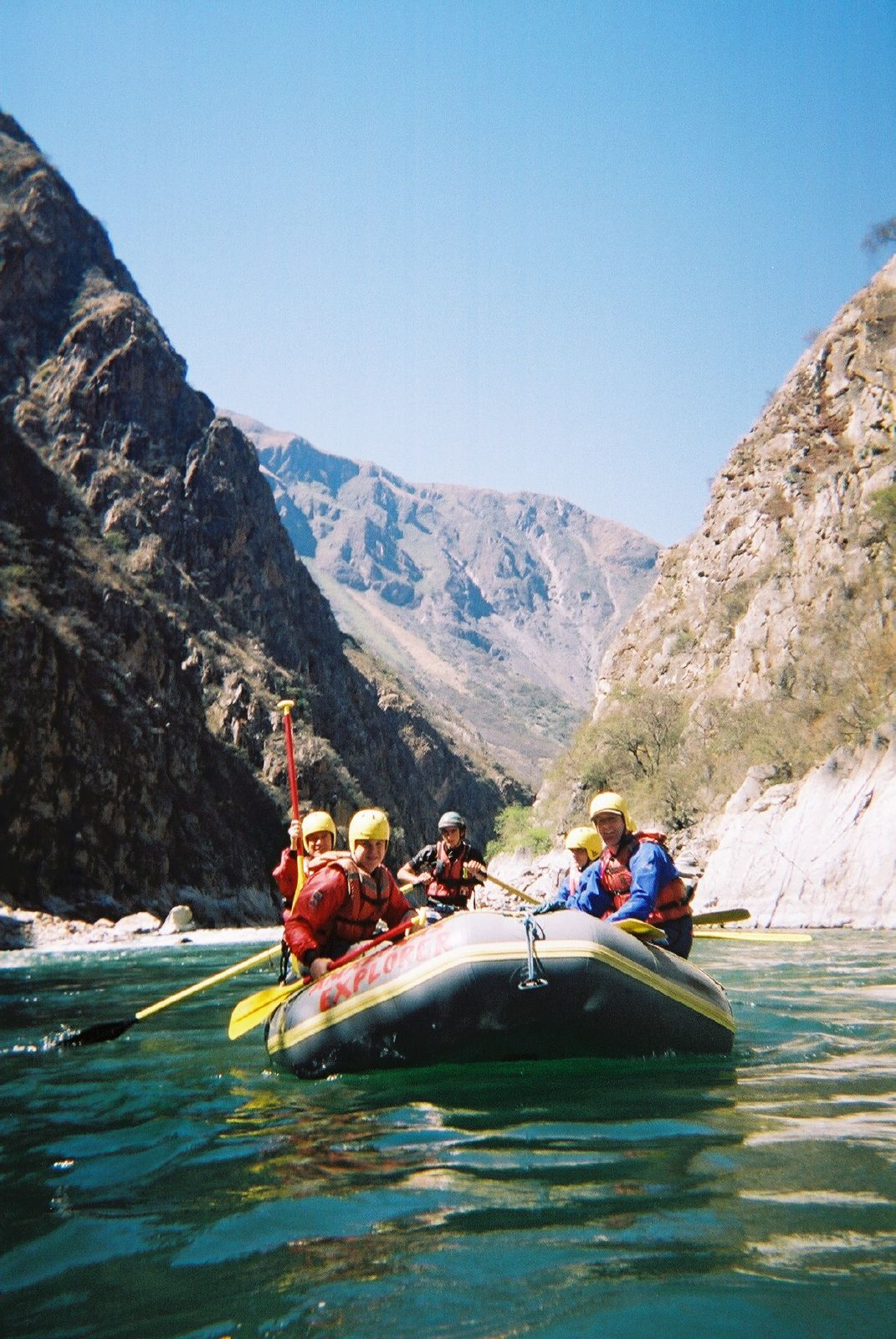
Рафтинг по реке  Апуримак
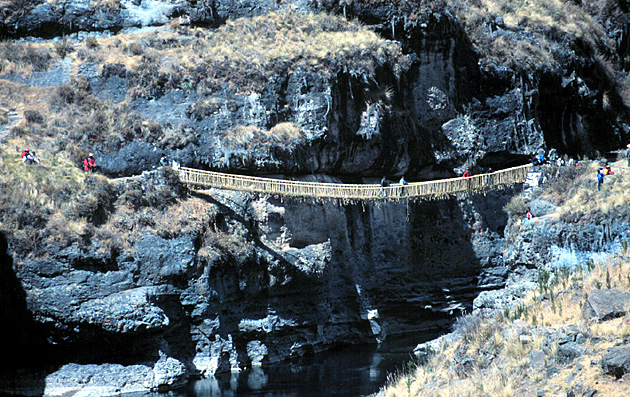
Мост инков через реку Апуримак
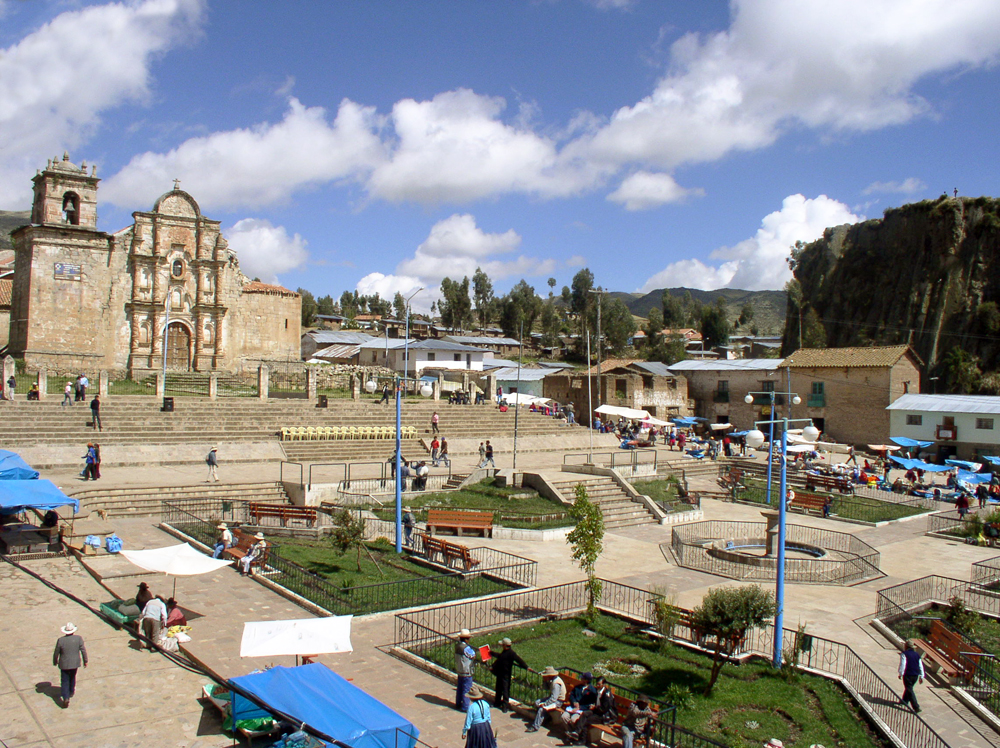
Площадь колониальной  эпохи
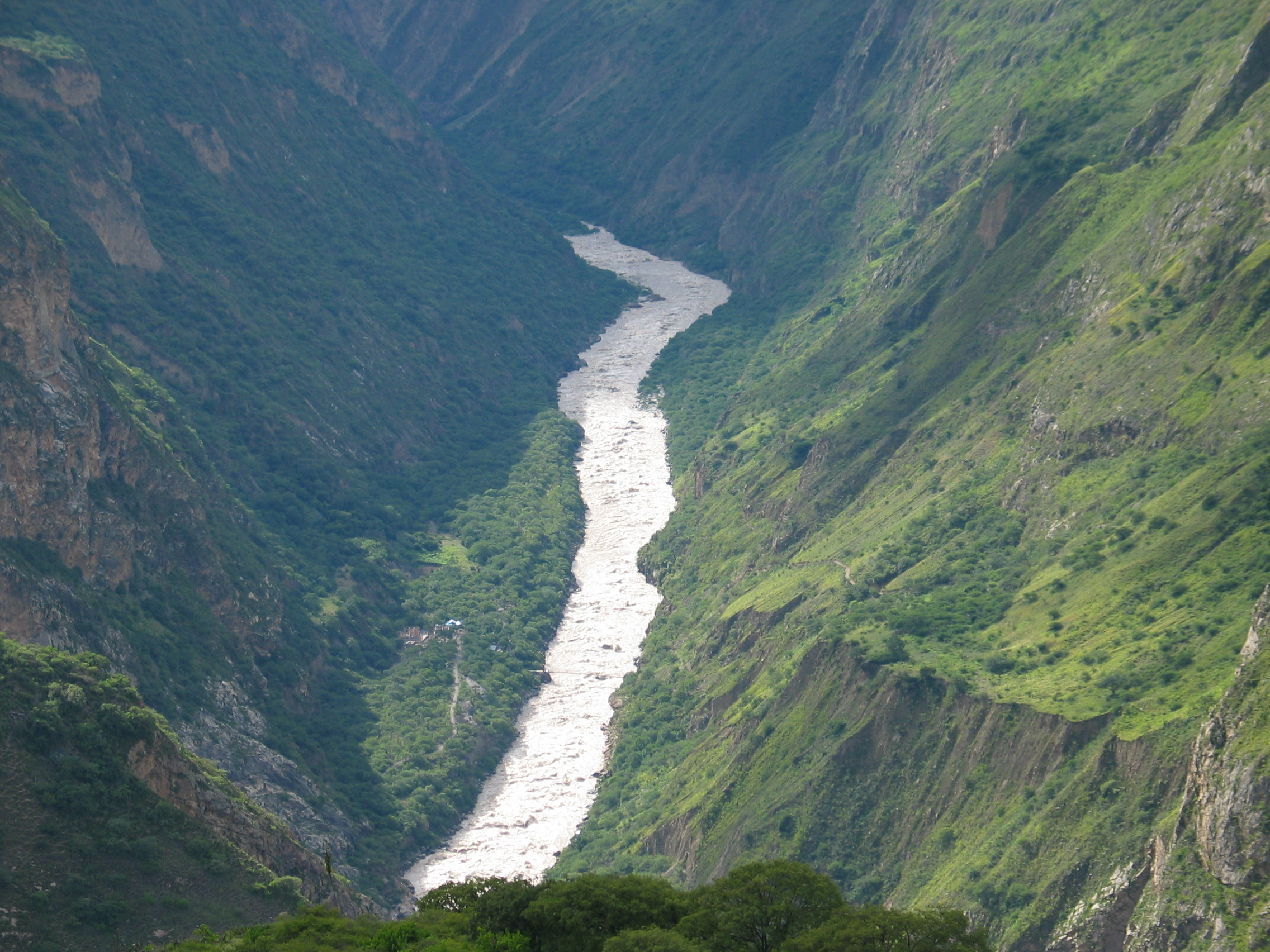
Река Апуримак течет 700  км., достигая Амазонки.

### Арекипа

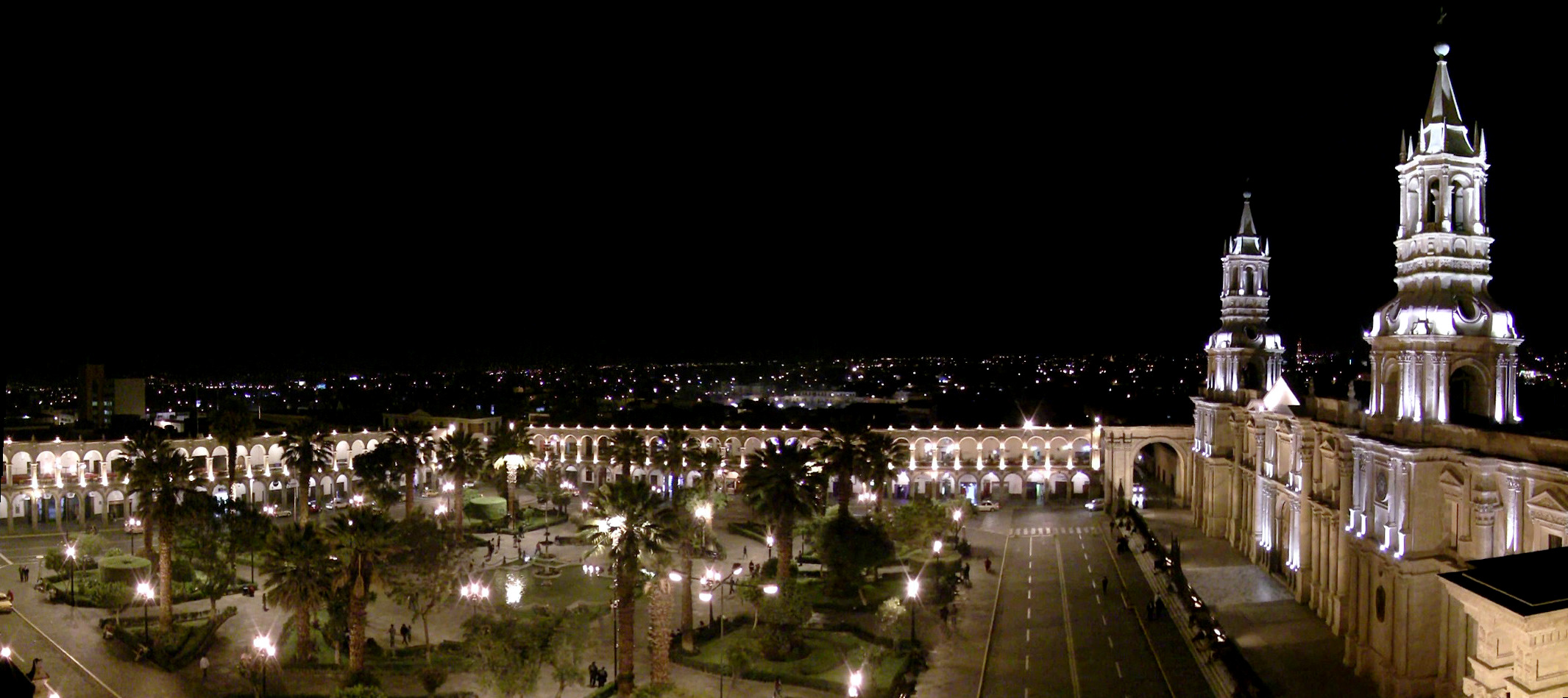
Главная площадь Арекипа ночью

Самый резко выделяющийся географически, культурно и социально регион в стране. Основными достопримечательностями являются города Арекипа, каньон Колка, а также экстремальный туризм и дикая природа. Город Арекипа, второй по величине в стране, известный как «белый город». Название происходит от цвета зданий в городе, которые сделаны из тесаного камня, добытого из вулканов в этом районе. Это наиболее промышленно развитый город перу после Лимы. Исторический центр города является объектом Всемирного наследия ЮНЕСКО из-за обилия зданий испанского колониального периода в стиле барокко, а также монастыря Святой Екатерины Сиенской.
Кафедральный собор города — единственный в мире католический храм, внутри которого, у алтаря, можно увидеть изображение дьявола. Собор был удостоен чести выставлять официальный флаг Святого Престола, внутри можно также увидеть самый большой орган в Южной Америки, подаренный ему Бельгией в 1870 году.
В историческом центре города расположен женский монастырь Сан-Каталина, находящийся под охраной ЮНЕСКО. Монастырь, построенный в 1579 году, представляет собой комплекс с территорией 20000 км².
Каньон Колка находится в 100 километрах к северо-западу от Арекипа и в два раза превышает глубину Гранд-Каньон в США. Здесь можно увидеть андских кондоров — национальных символов Перу, с размахом крыльев до 6 метров. Каньон Котауаси, который находится недалеко от города, считается менее живописным, но зато является самым глубоким в Западном полушарии.

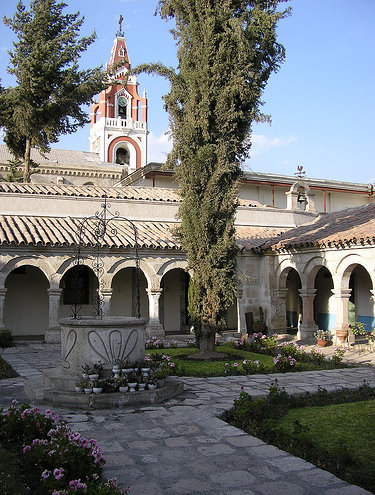
Монастырь Recoleta
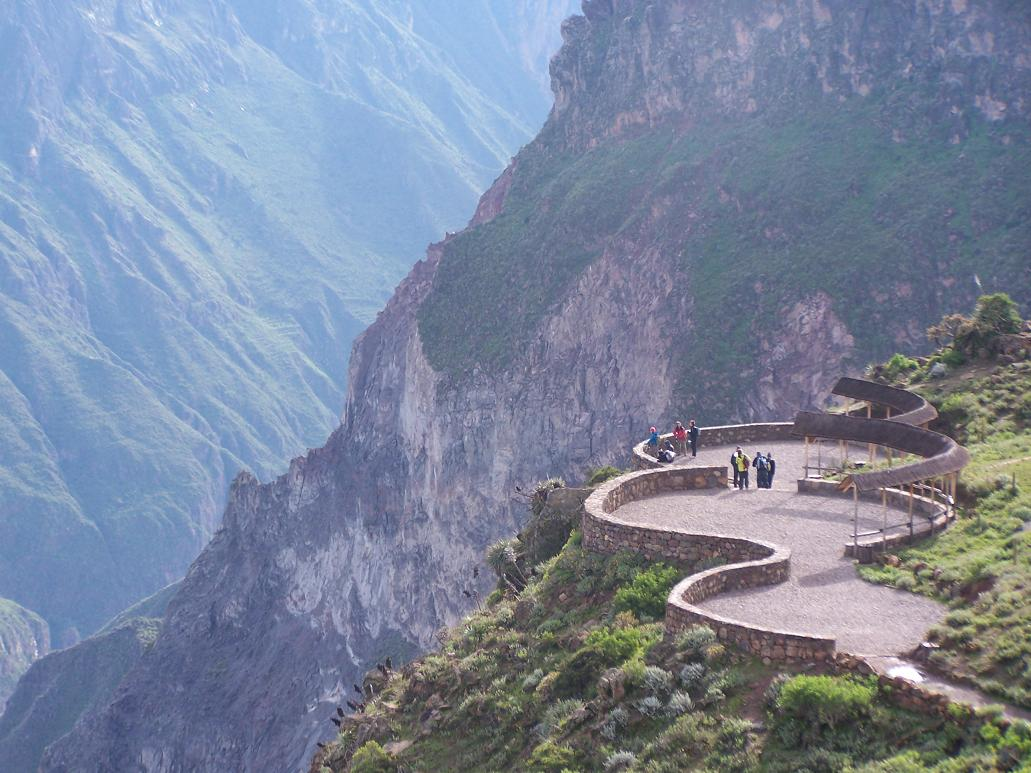
Крус-дель-Кондор, каньон Колка
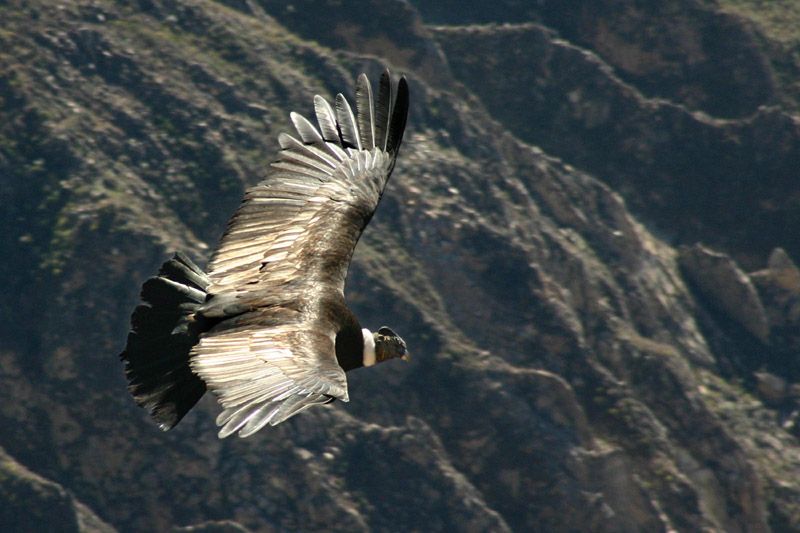
Кондор в Каньон Колка
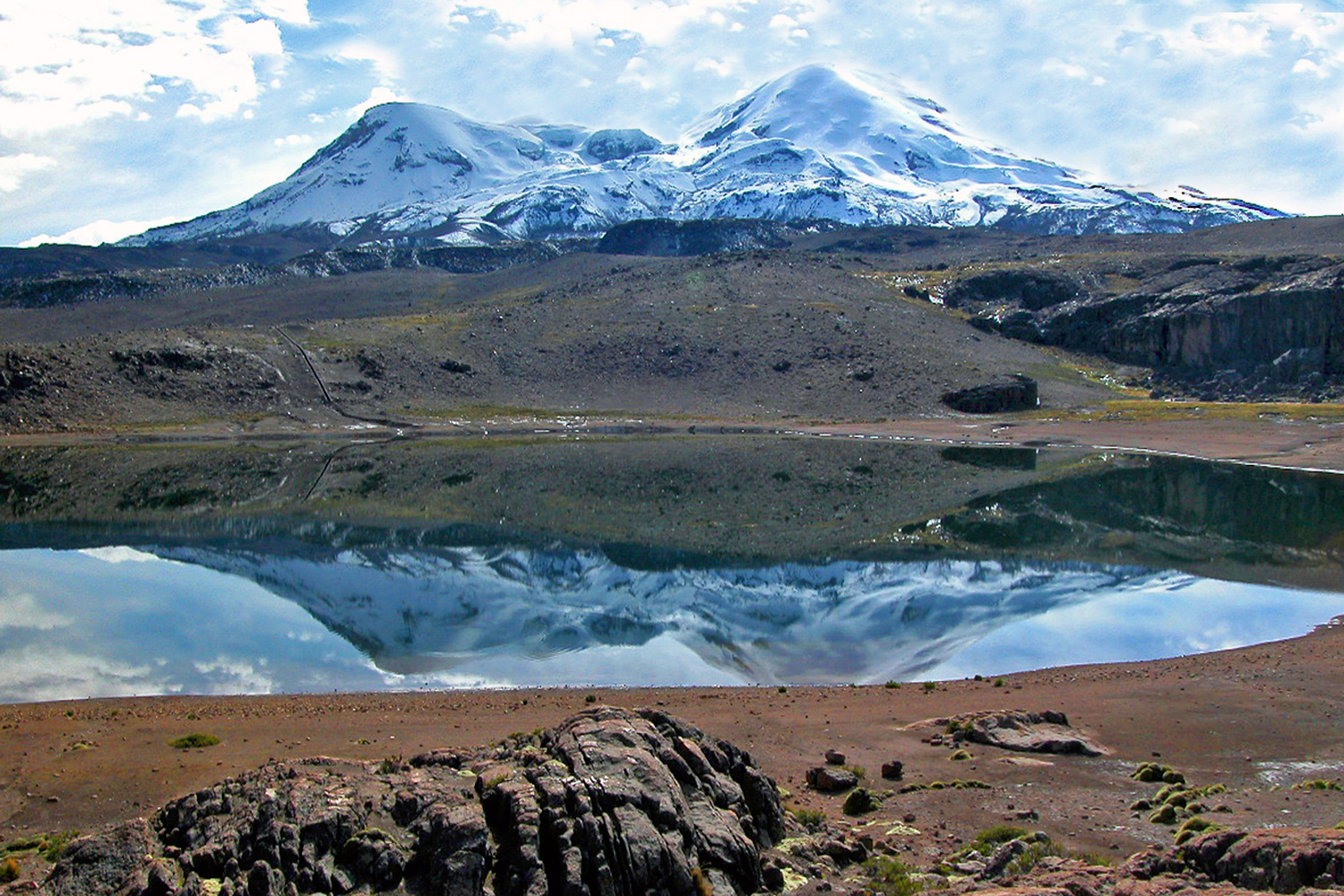
Вулкан Коропуна
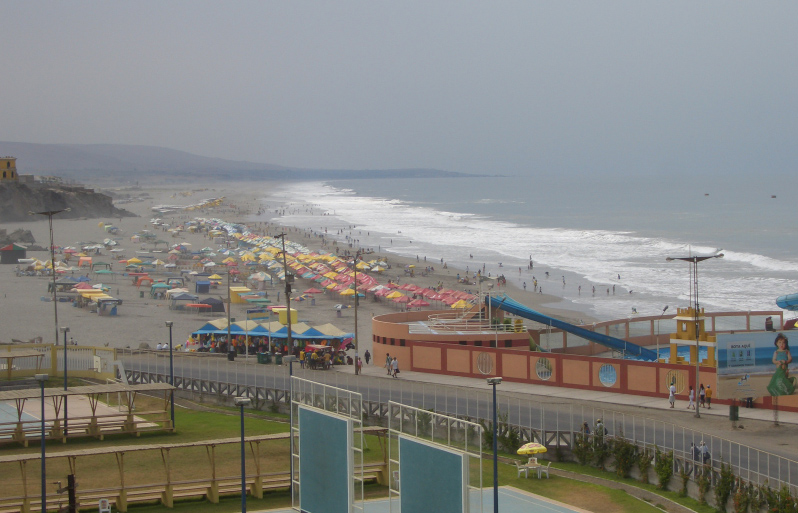
Молендо

### Аякучо
Регион находится в южной части Анд и имеет ряд привлекательных для туристов объектов. Область сыграла важную роль на всех этапах становления и развития истории и культуры Перу, поэтому выделяется разнообразная архитектура, традиции и искусство. В административном центре городе Аякучо расположено множество церквей, содержащие ценнейшие произведения искусства. На территории обнаружено несколько памятников культуры Уари. Крупные и малые города Аякучо специализируется на постройке и продаже судов. Ведутся археологические раскопки важного административного и религиозного центра империи инков Вилькасуамана.

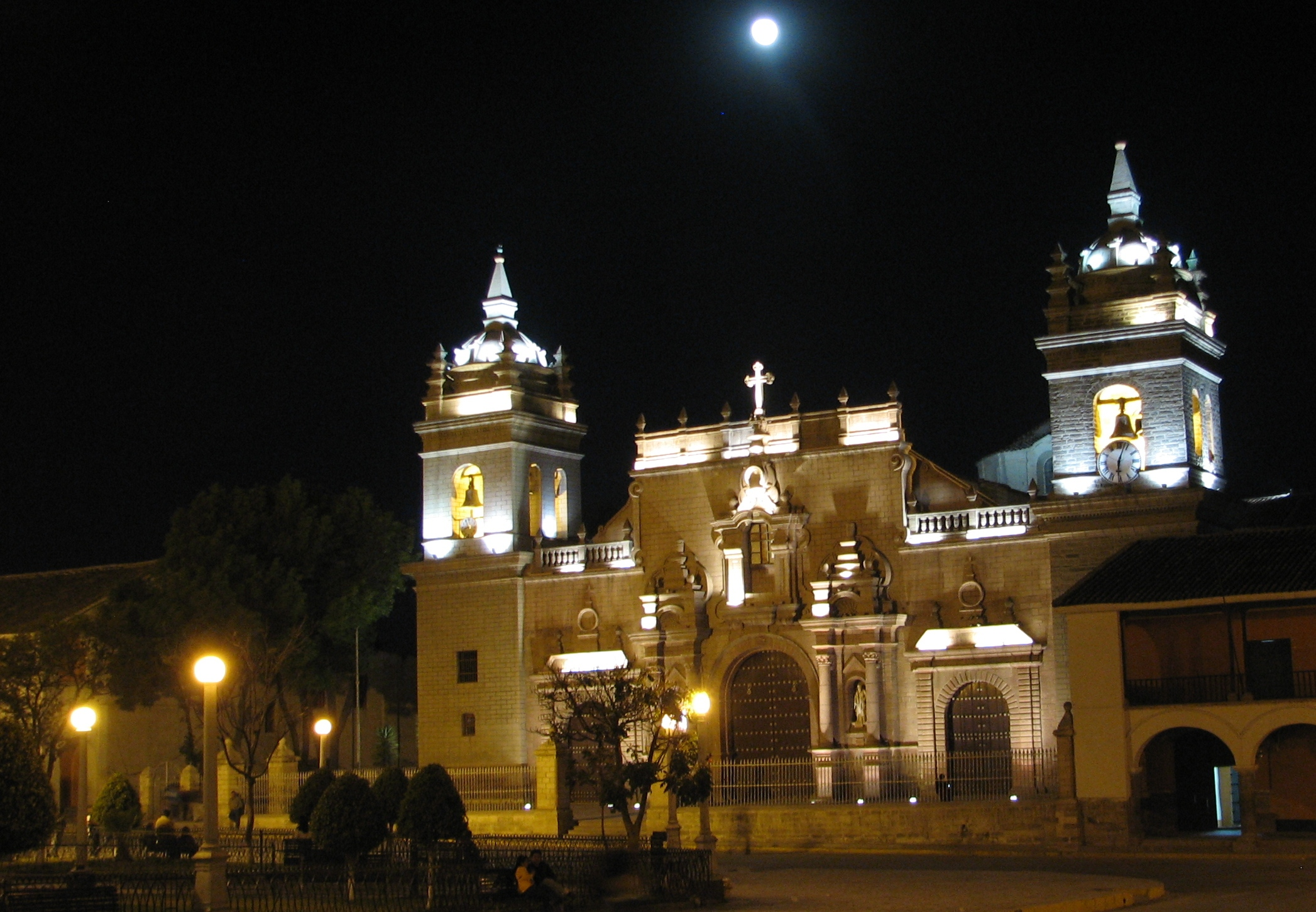
Собор Пресвятой Девы Марии  в  Аякучо
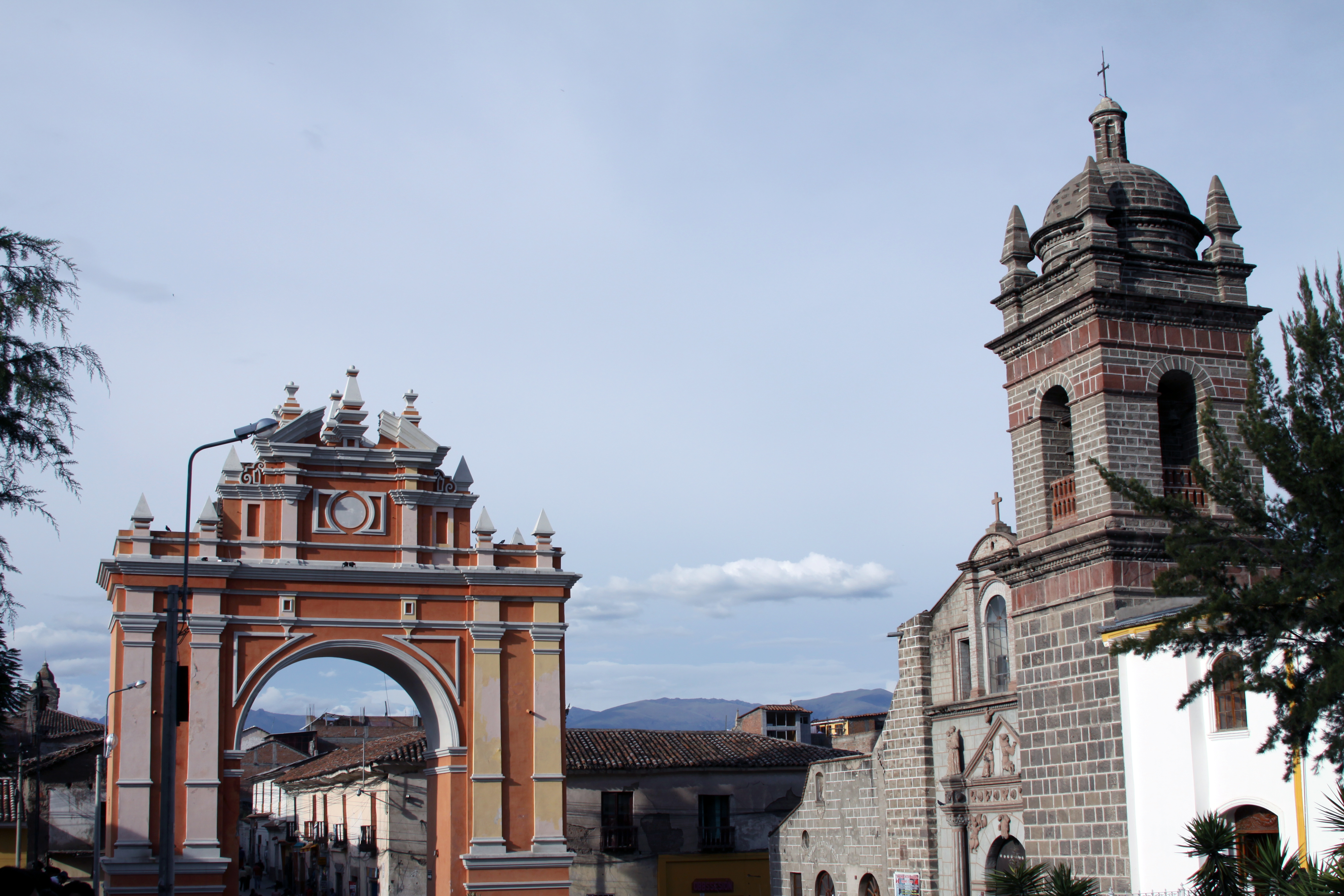
Триумфальная  арка и собор  Святого Франциска
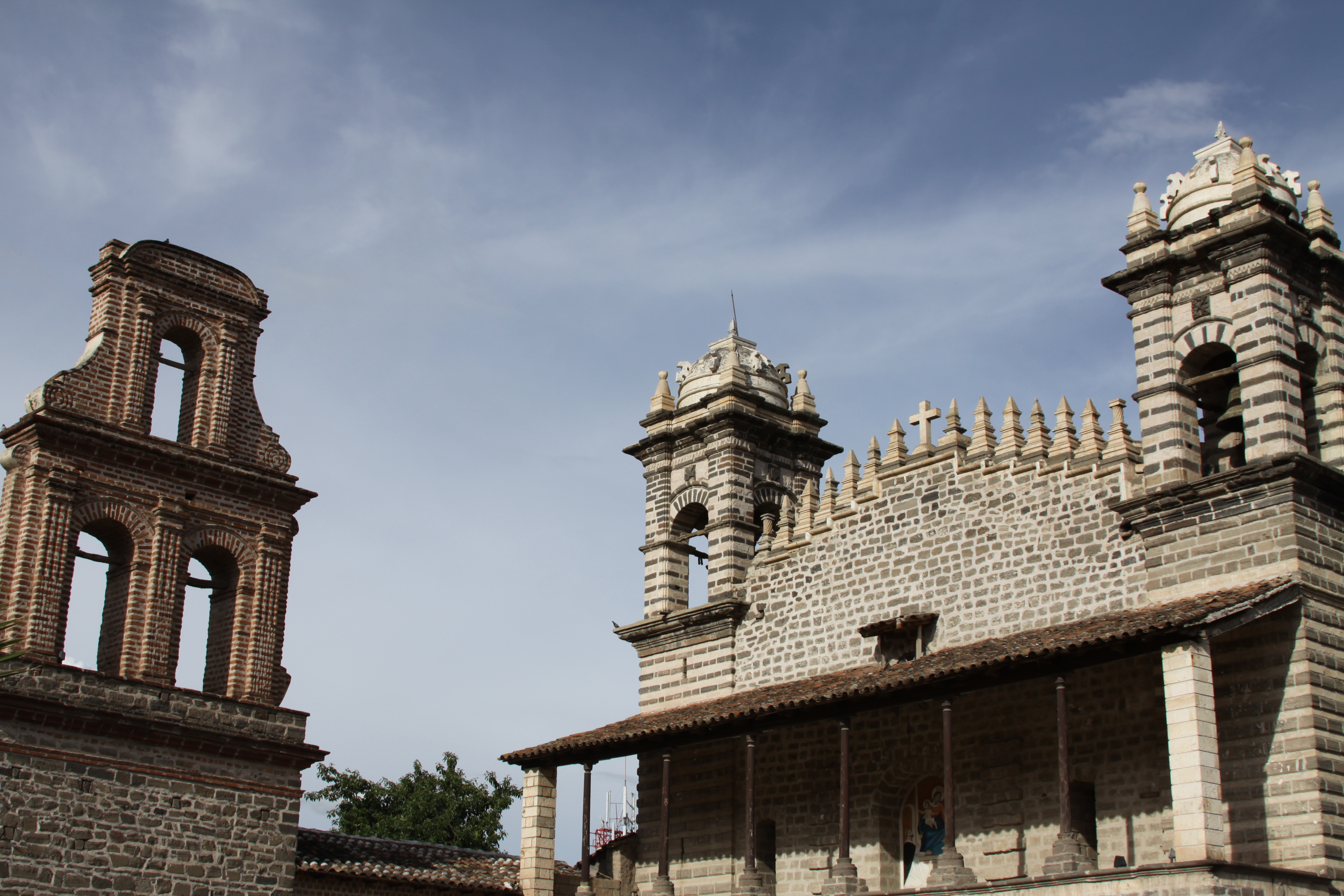
Церковь Святого Доминго
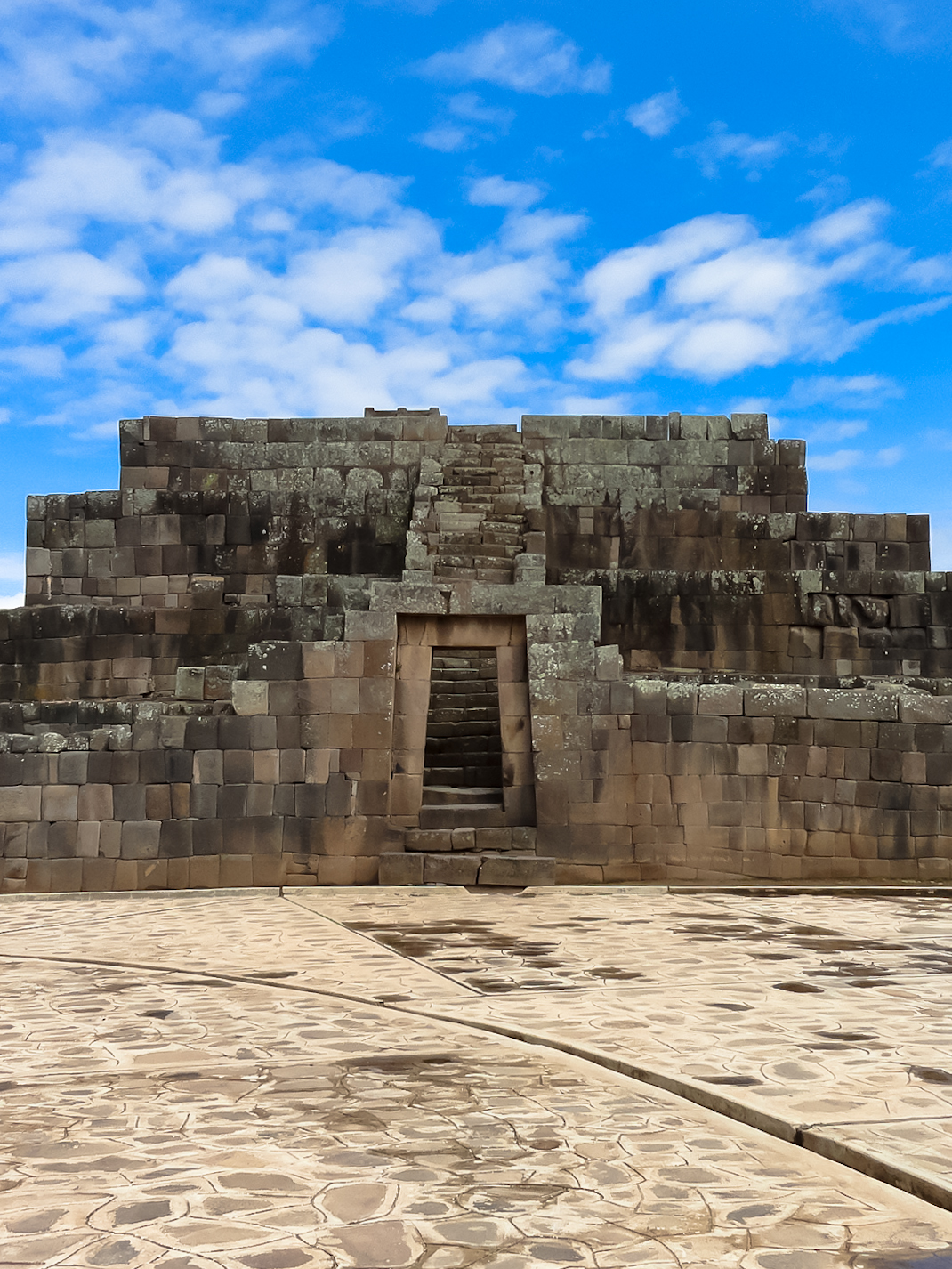
пирамида инков  в  Вилькасуамане
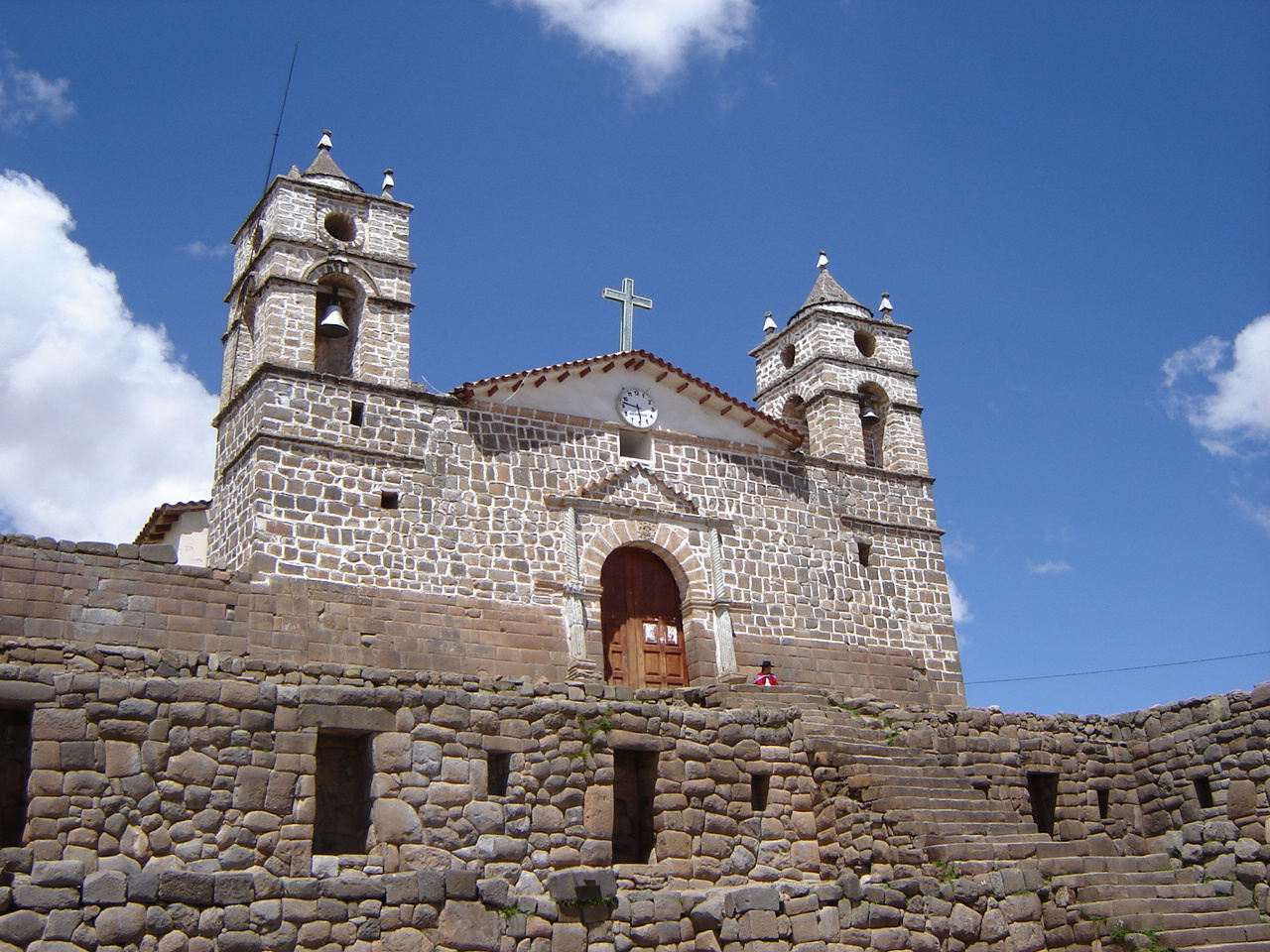
Вилькасуаманский собор и руины инкского храма Солнца и Луны
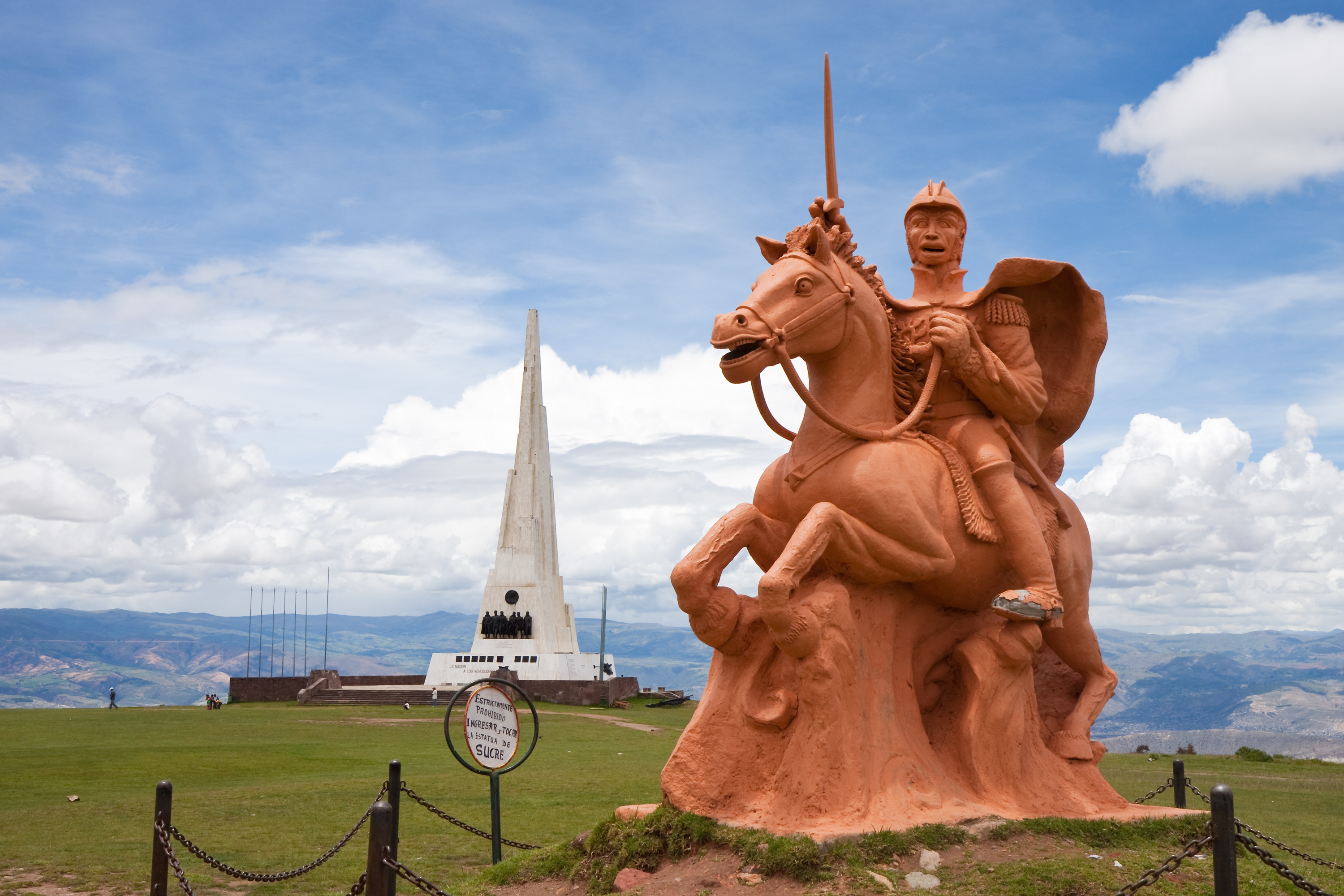
Обелиск  в  честь битвы  под Аякучо и памятник Хосе Сукре.

### Кахамарка
Кахамарка — плавильный котел колониальной архитектуры, играющий огромное историческое значение с красивейшими пейзажами. Для столицы региона характерны здания XVII—XVIII веков, а также двухэтажные дома с двускатной черепичной крышей, парадная дверь которых украшена узорчатым камнем.

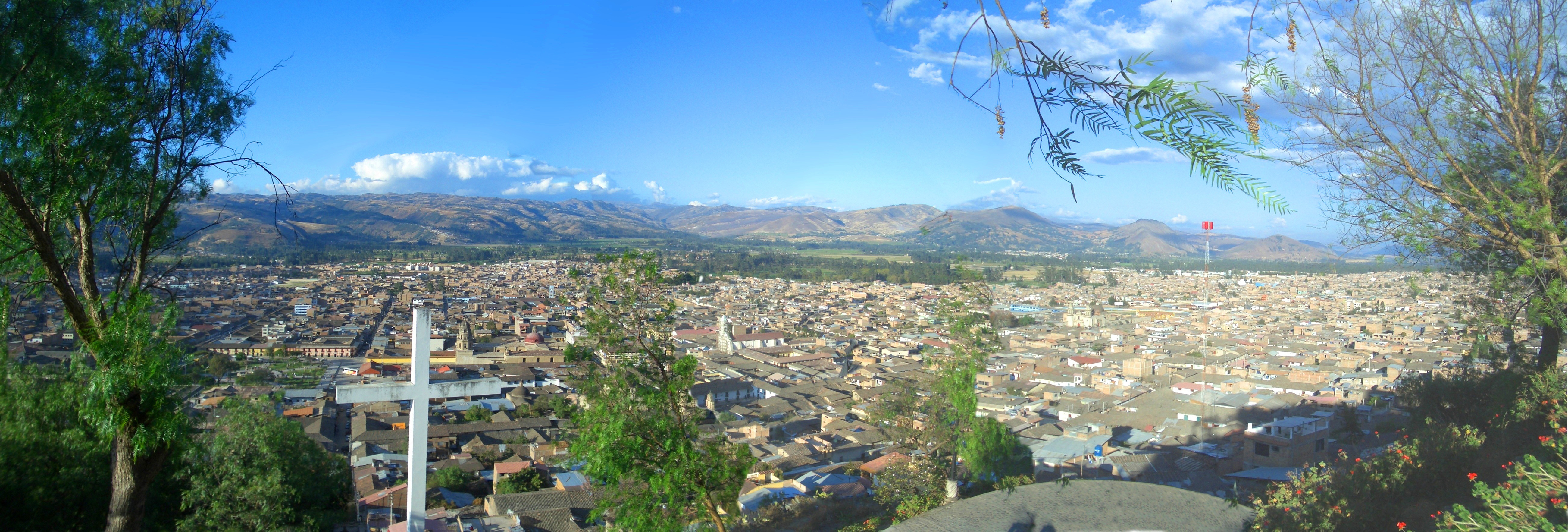
Город Кахамарка

### Куско
Куско — наиболее развитый регион в Перу. В городе есть тысячи гостиничных номеров, начиная от экономичных комнат до пятизвездочных отелей. Основные достопримечательности включают в себя исторический центр Куско с колониальной архитектурой на главной площади, церемониальный комплекс Саксайуаман.
Саксайуаман — один из самых грандиозных памятников инкского зодчества, находящийся в 1,5 км от Куско. Крепость построена из глыб со средним весом 40-50 т., а вес самой большой из них достигает — 125 т. Ежегодно 24 июня здесь проводится фестиваль Солнца Инти Райми, привлекающий множество людей. Этот храм-крепость был посвящён молнии.
Церковь Сан-Доминго расположена на месте священного Кориканча — индейского храма Солнца, одного из самого величественного сооружения инков. Письменные источники того времени повествуют о изумлении европейцев, первый раз вошедших в этот церемониальный комплекс. Внутри храма росли различные фруктовые деревья, цветы, гуанако, а также различные бабочки отлитые из золота и серебра. Как и многие другие здания инкской архитектуры комплекс был разрушен испанцами, которые оставили только фундамент.
Самая популярная достопримечательность Перу находится всего в нескольких часах езды на поезде от Куско : цитадель Мачу-Пикчу. Цитадель является важнейшим наследием народа инков, является одним из Семи Чудес Света и объявленные ЮНЕСКО в качестве объекта Всемирного наследия. 1 февраля 2012 года город инков исключен из списка памятников, находящихся под угрозой разрушения.
Дорога из Мачу-Пикчу в Куско — одно из лучших инженерных сооружений инков, которое даже в сезон дождей находится в хорошем состоянии.

Инкский город-крепость Мачу-Пикчу

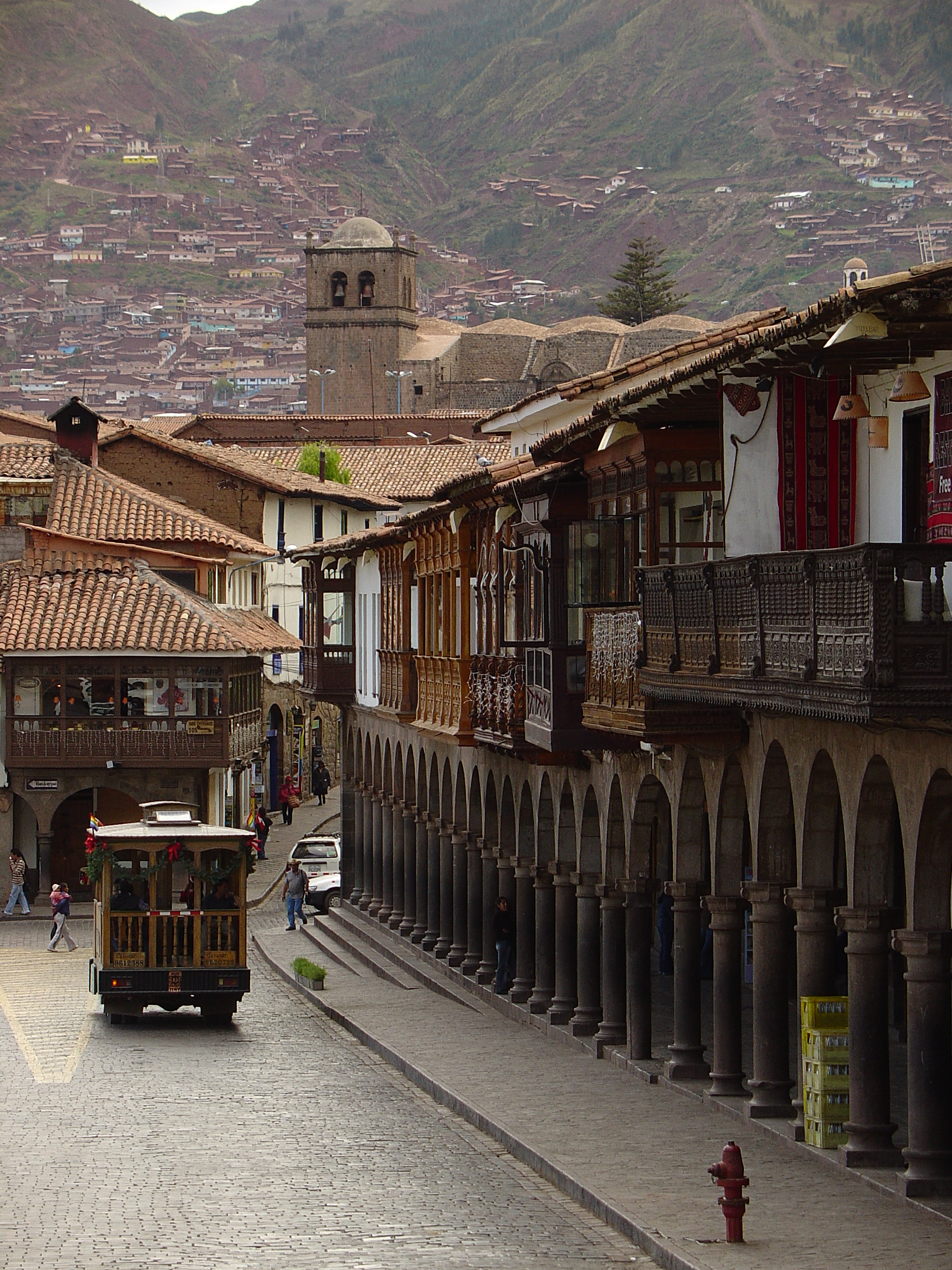
Балконы одной из  улиц  в  Куско
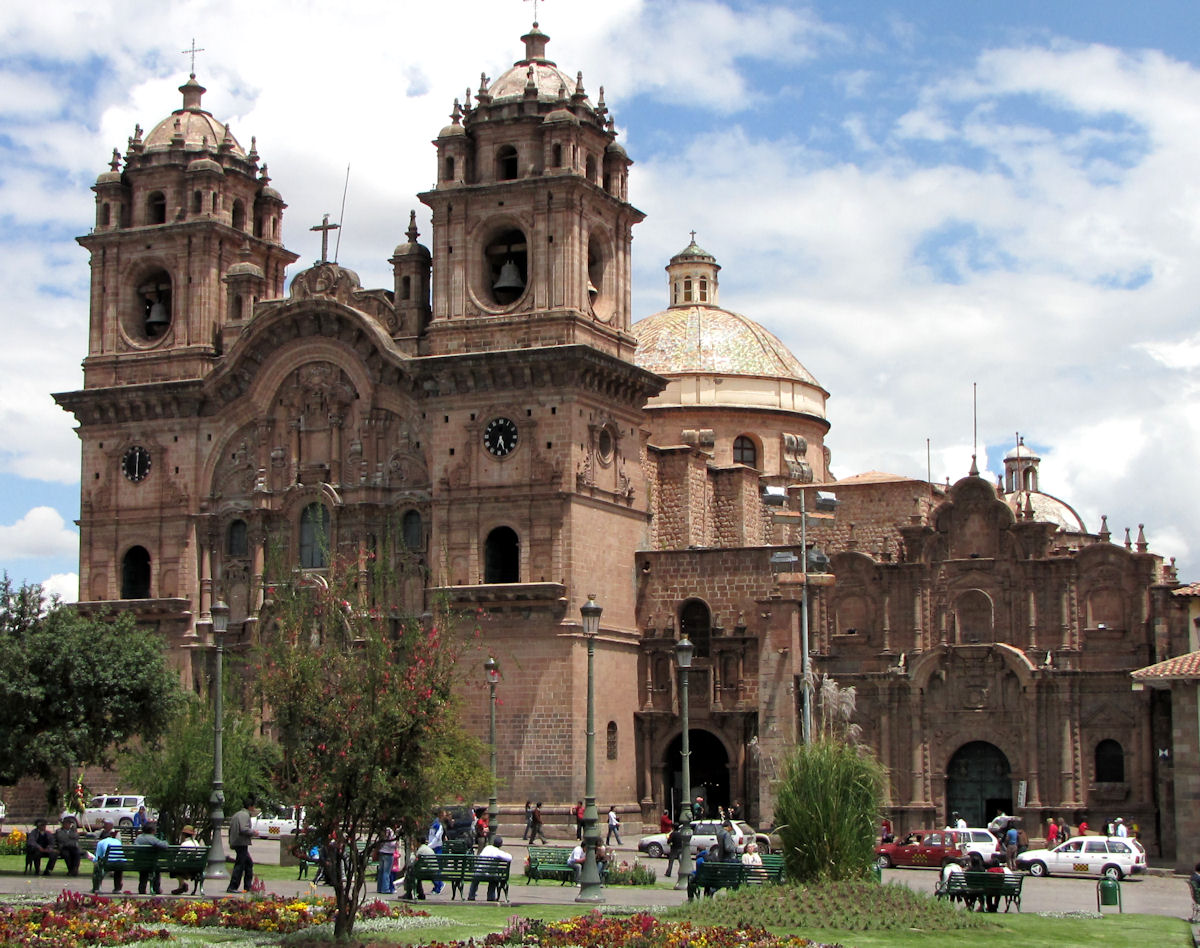
Церковь Компаниа
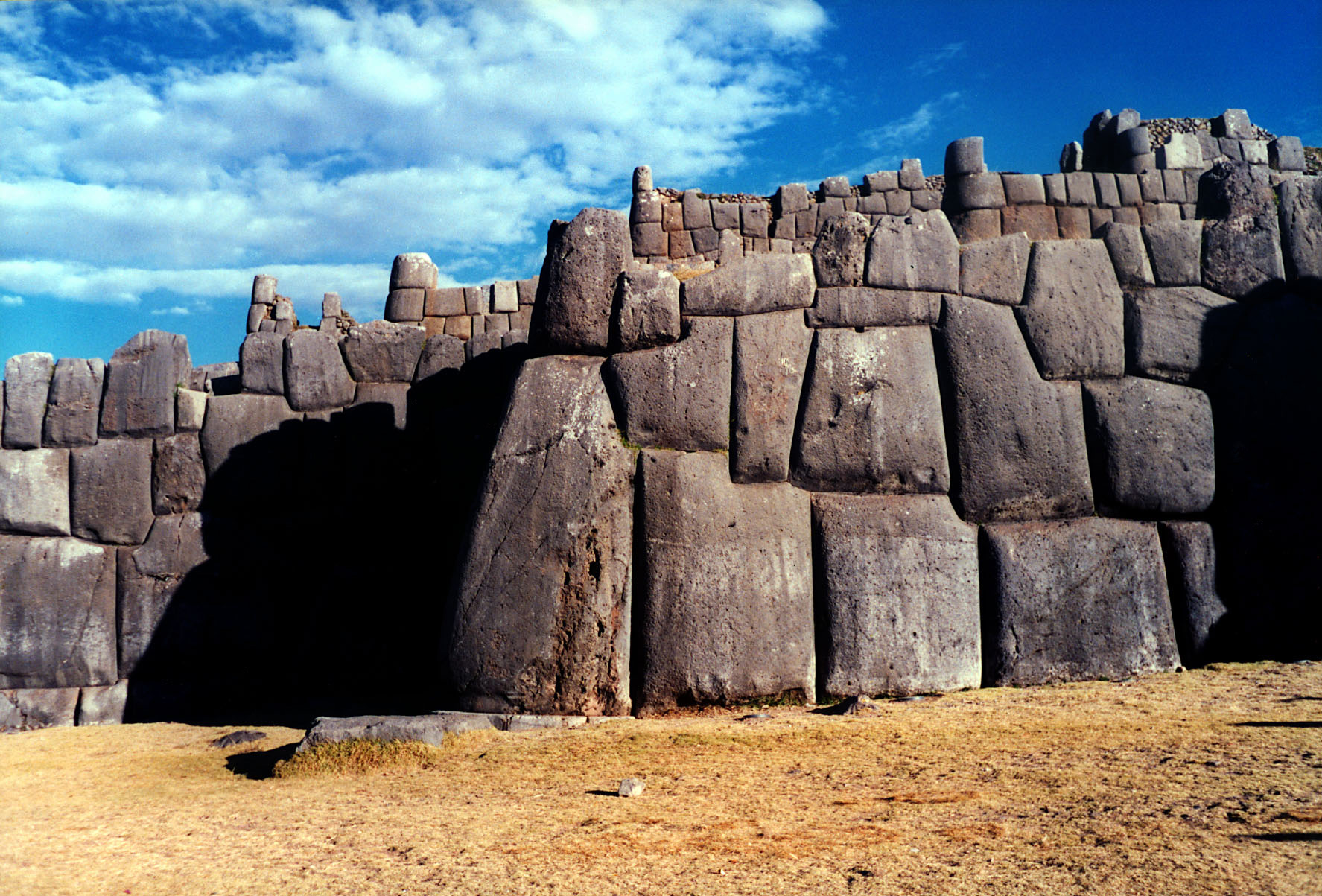
11-метровая  крепостная  стена  инков в Саксайуамане
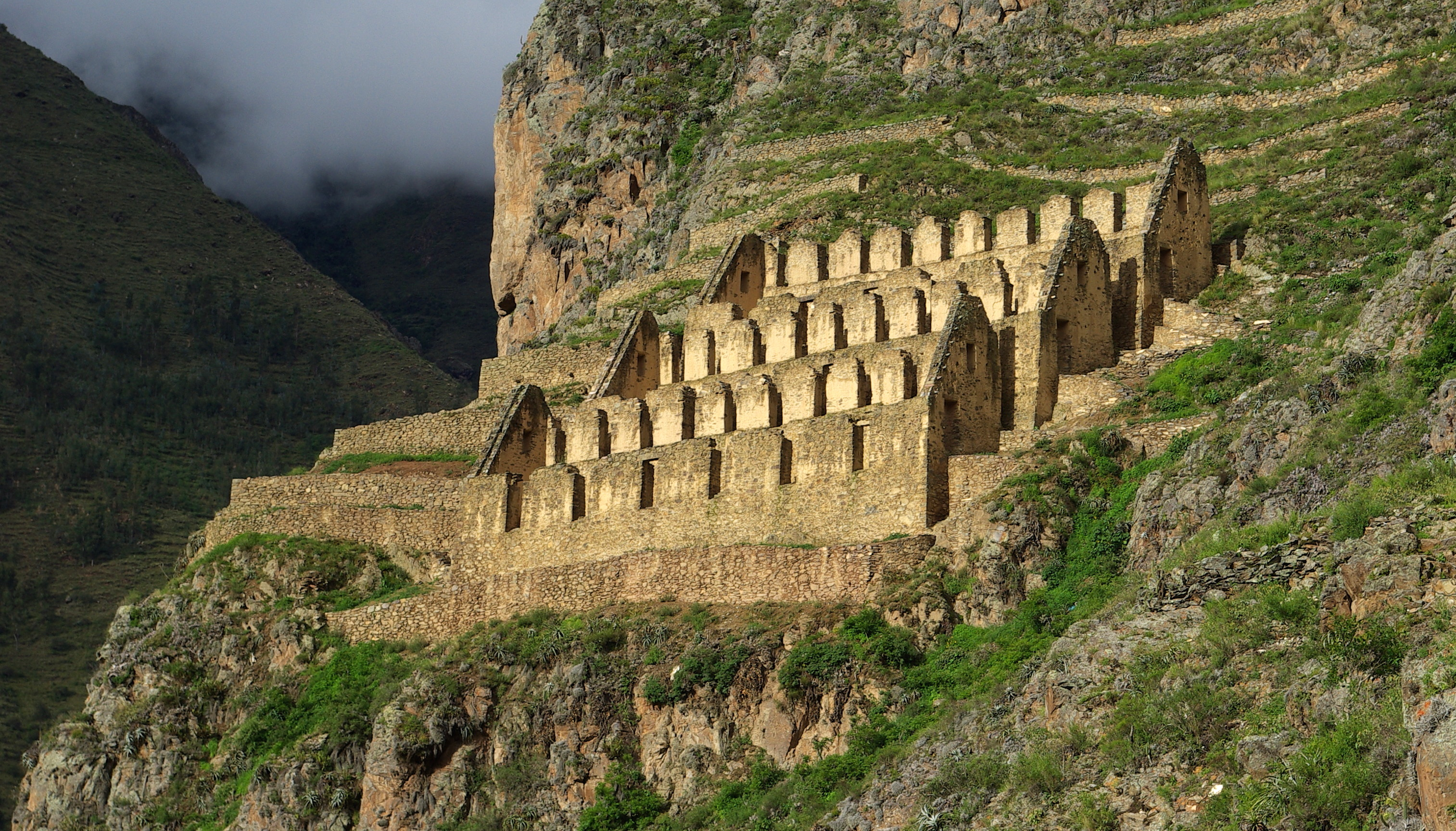
Зернохранилища периода инков
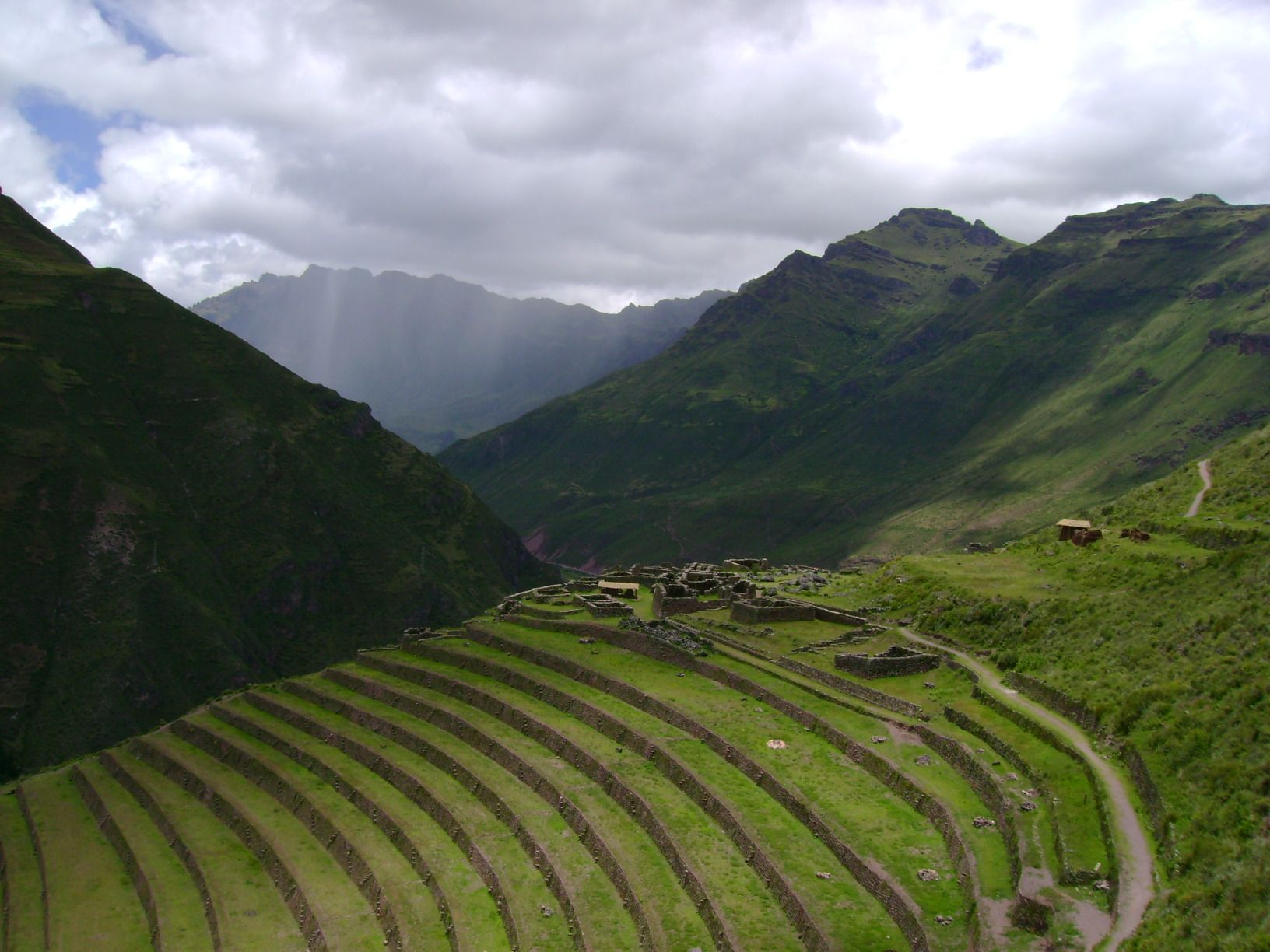
Террасы инков у города Писак
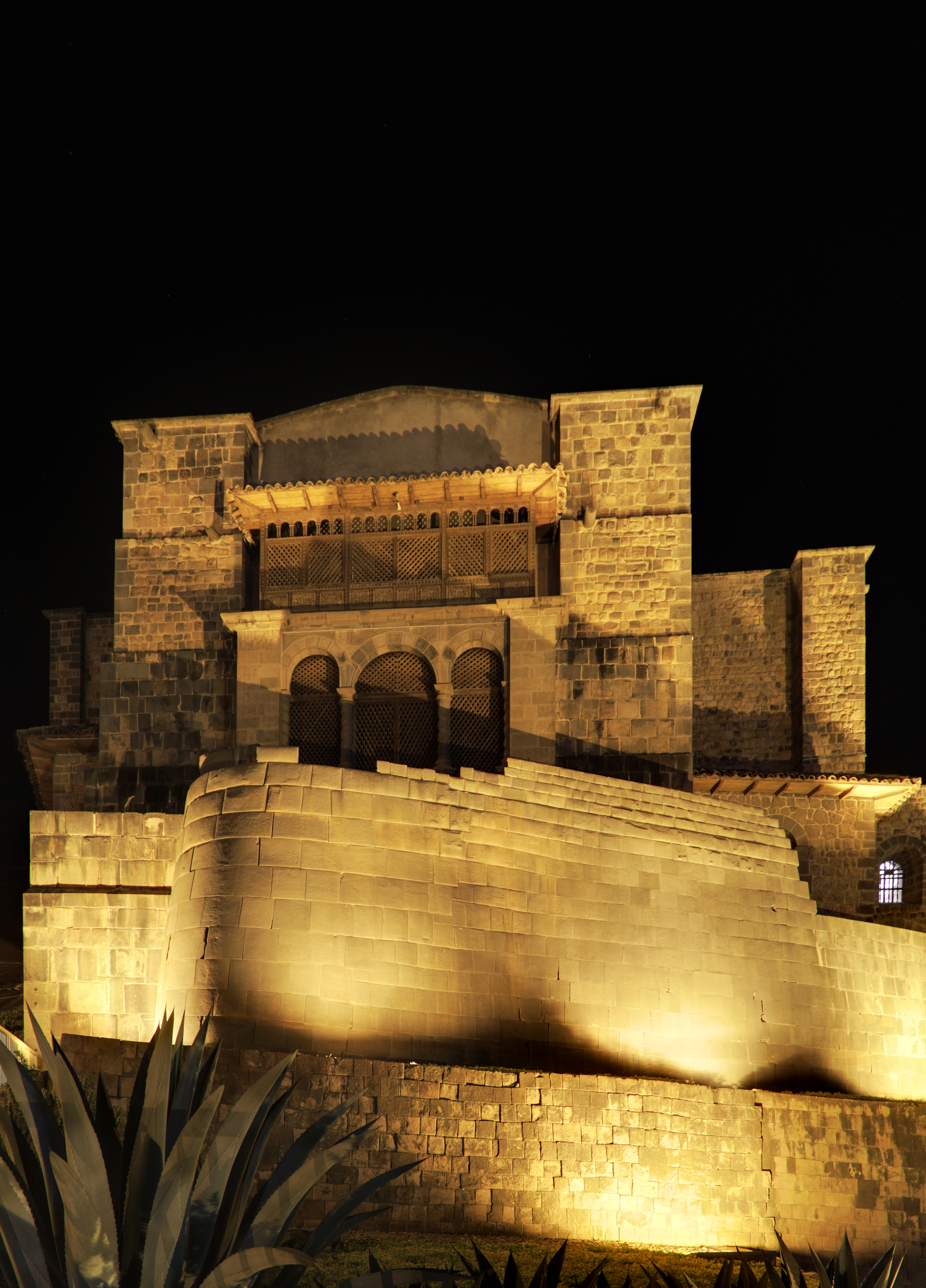
Кориканча

### Уанкавелика

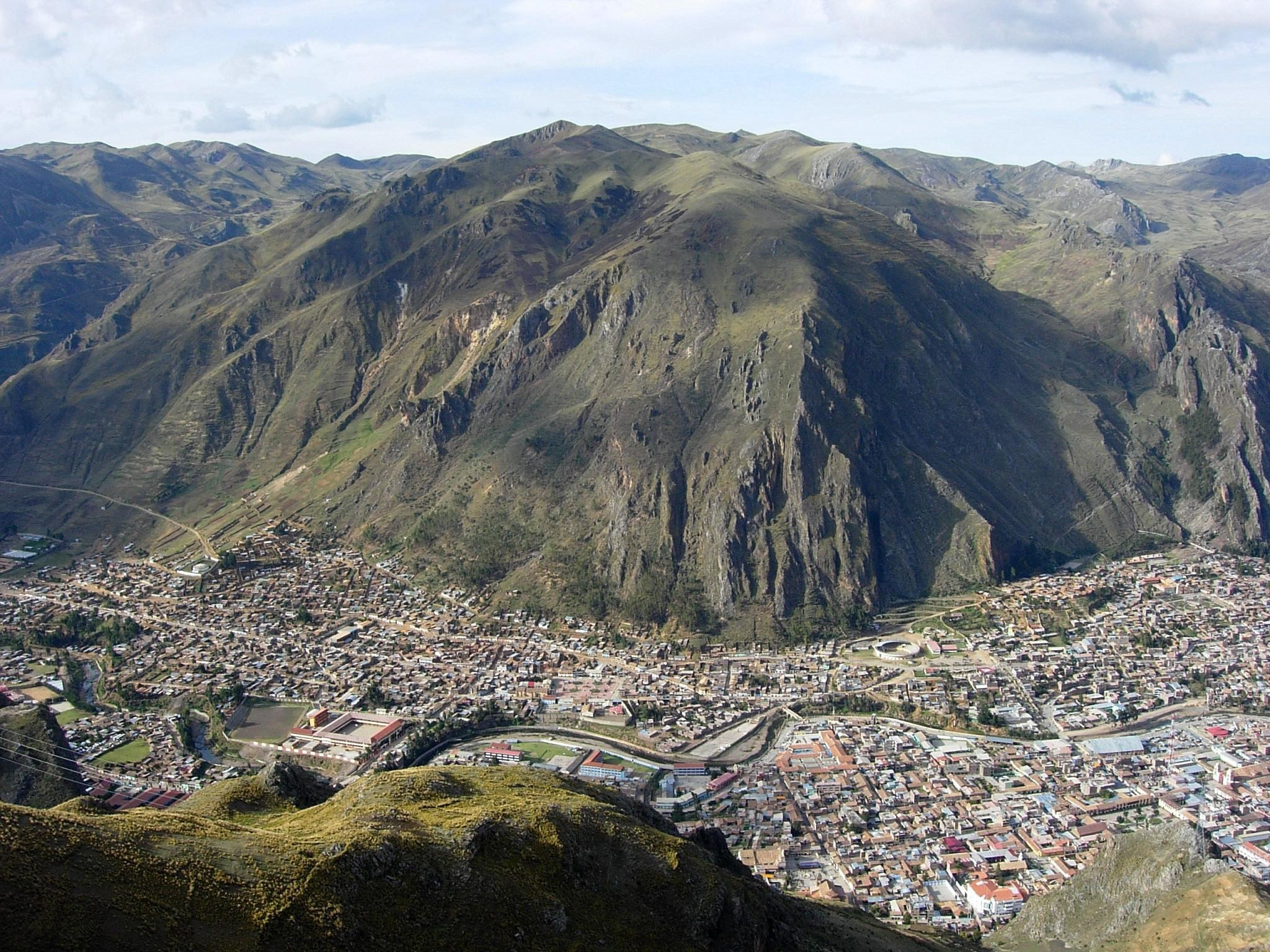
Город Уанкавелика

Регион имеет богатую колониальную архитектуру и историю. Перед присоединением к империи инков был заселён народами, представляющими культуру Уари и Чанка. После испанского завоевания регион входит в состав вице-королевства Перу. Испанцы нашли здесь серебряные и ртутные месторождения, строя за счёт продажи этих металлов великолепные церкви и особняки.

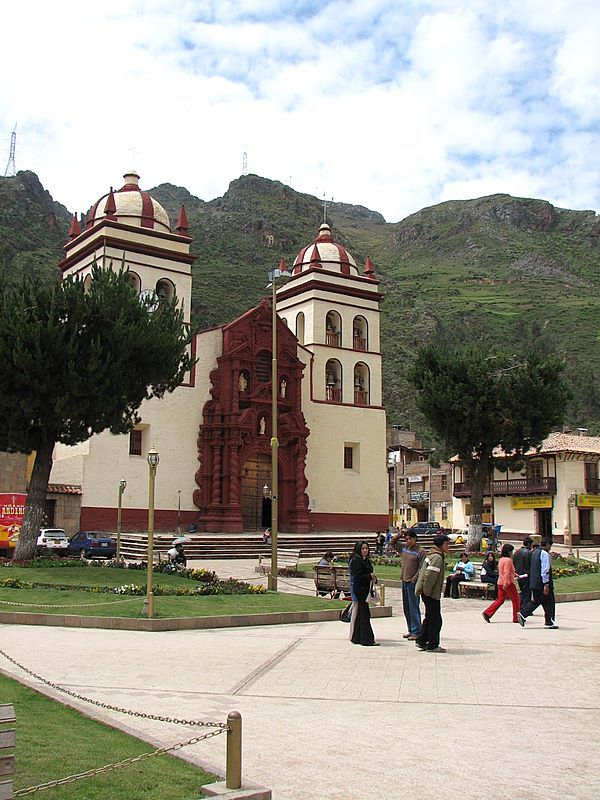
Собор города Уанкавелика
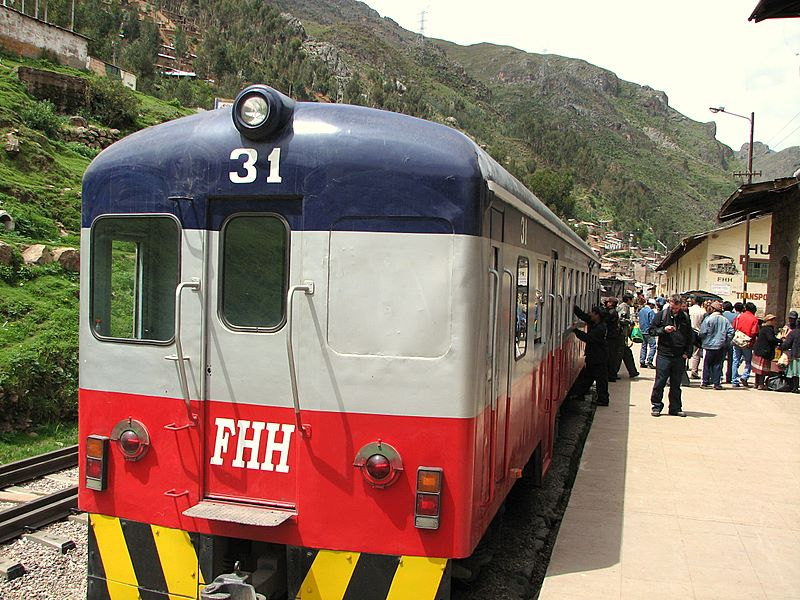
Транспорт в регионе  в основном представлен железными дорогами.
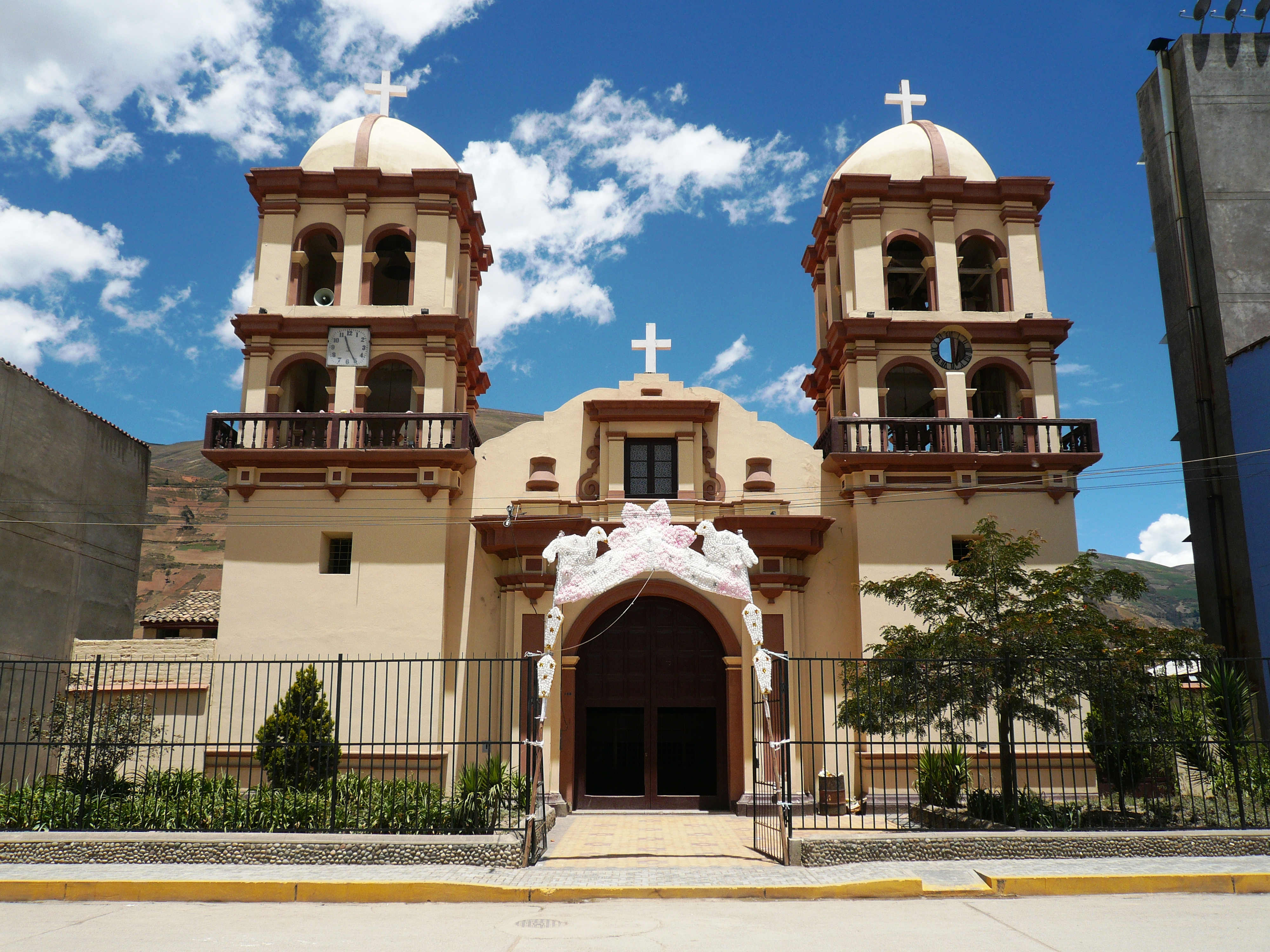
Собор в городе Пампас
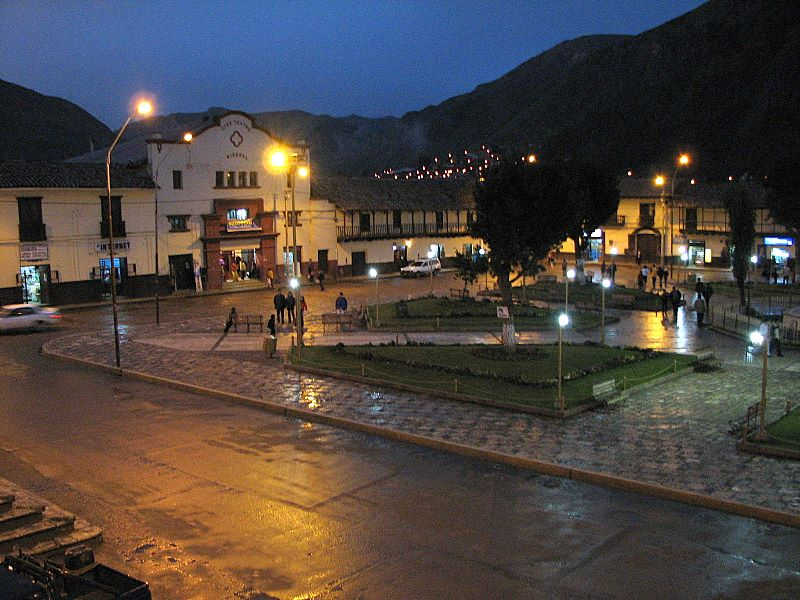
Площадь в Уанкавелика

### Уануко
Регион можно разделить на две части — горную и равнинную. Столица город Уануко расположена в Андах. Он был основан
в 1539 году испанцами. Это центр колониальной архитектуры Анд. Второй по величине город региона Тинго-Мария расположен в равнинной части. Именно здесь находится национальный парк Тинго Мария, расположенный в районе горного хребта, очертания которого напоминают формы женщины, за что хребет прозвали «La Bella Durmiente» — «Спящая красавица».

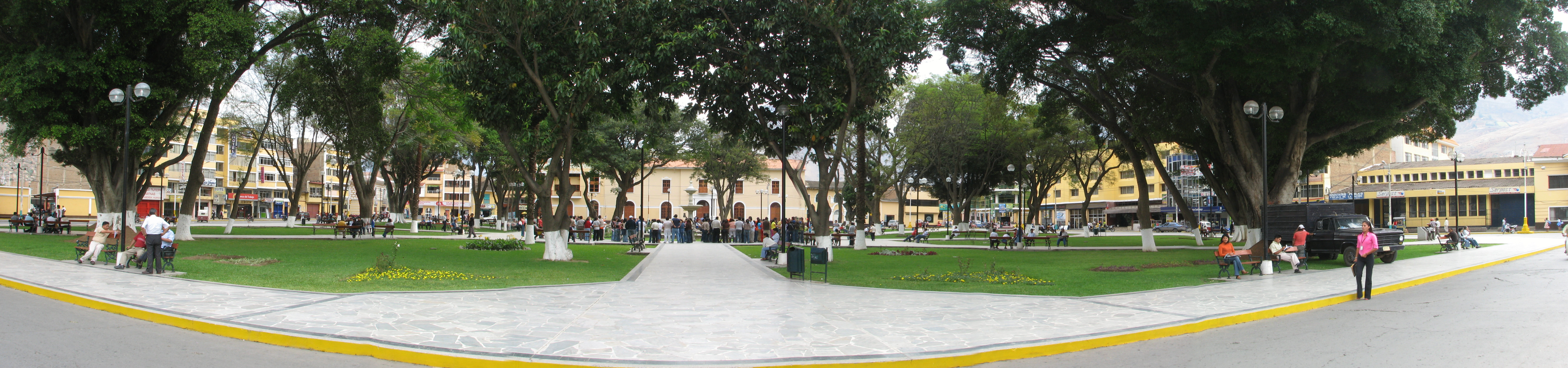
Площадь Армас в Уануко

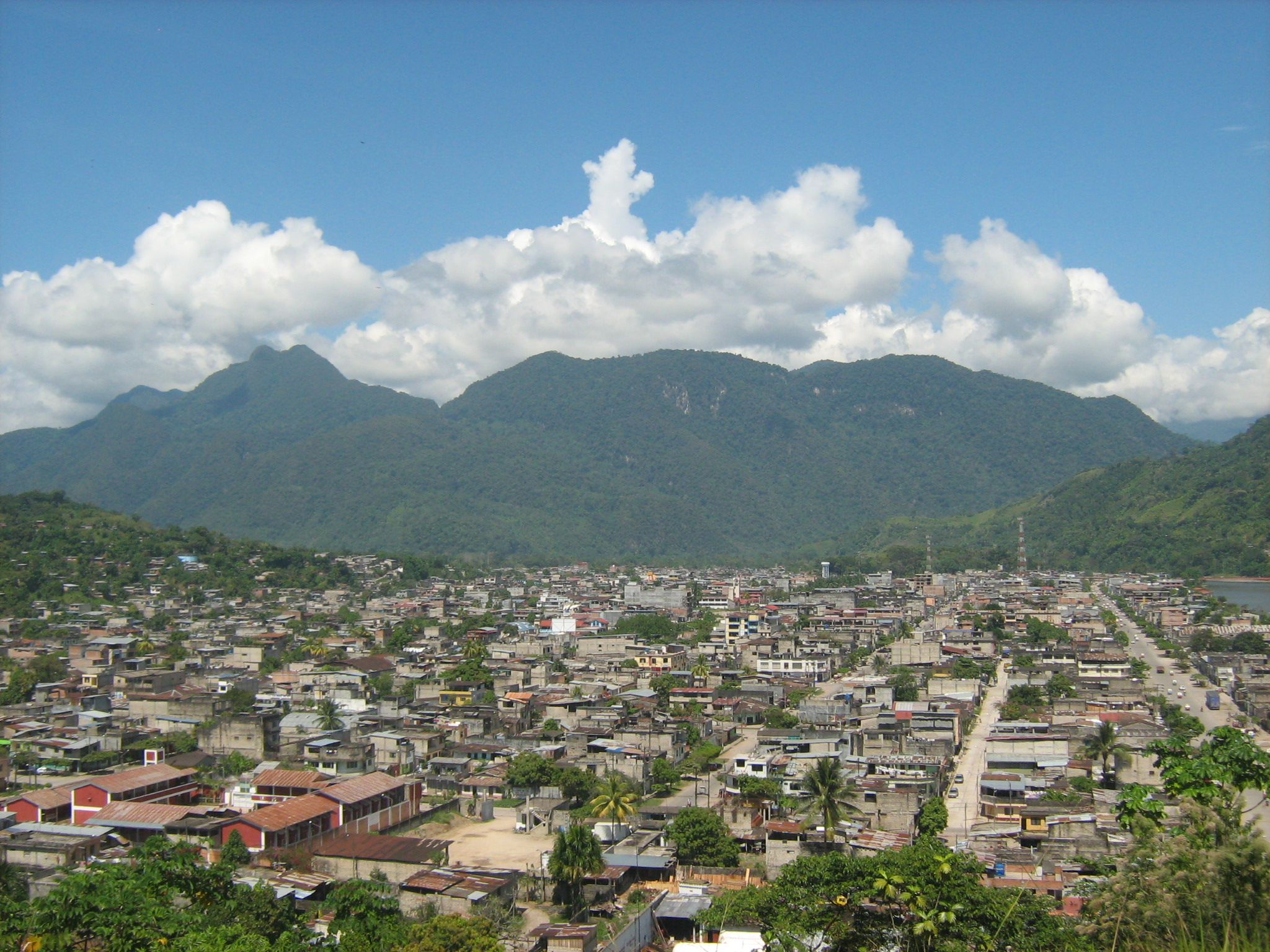
Город Тинга  Мария  у  подножия  хребта  "Спящая  красавица"
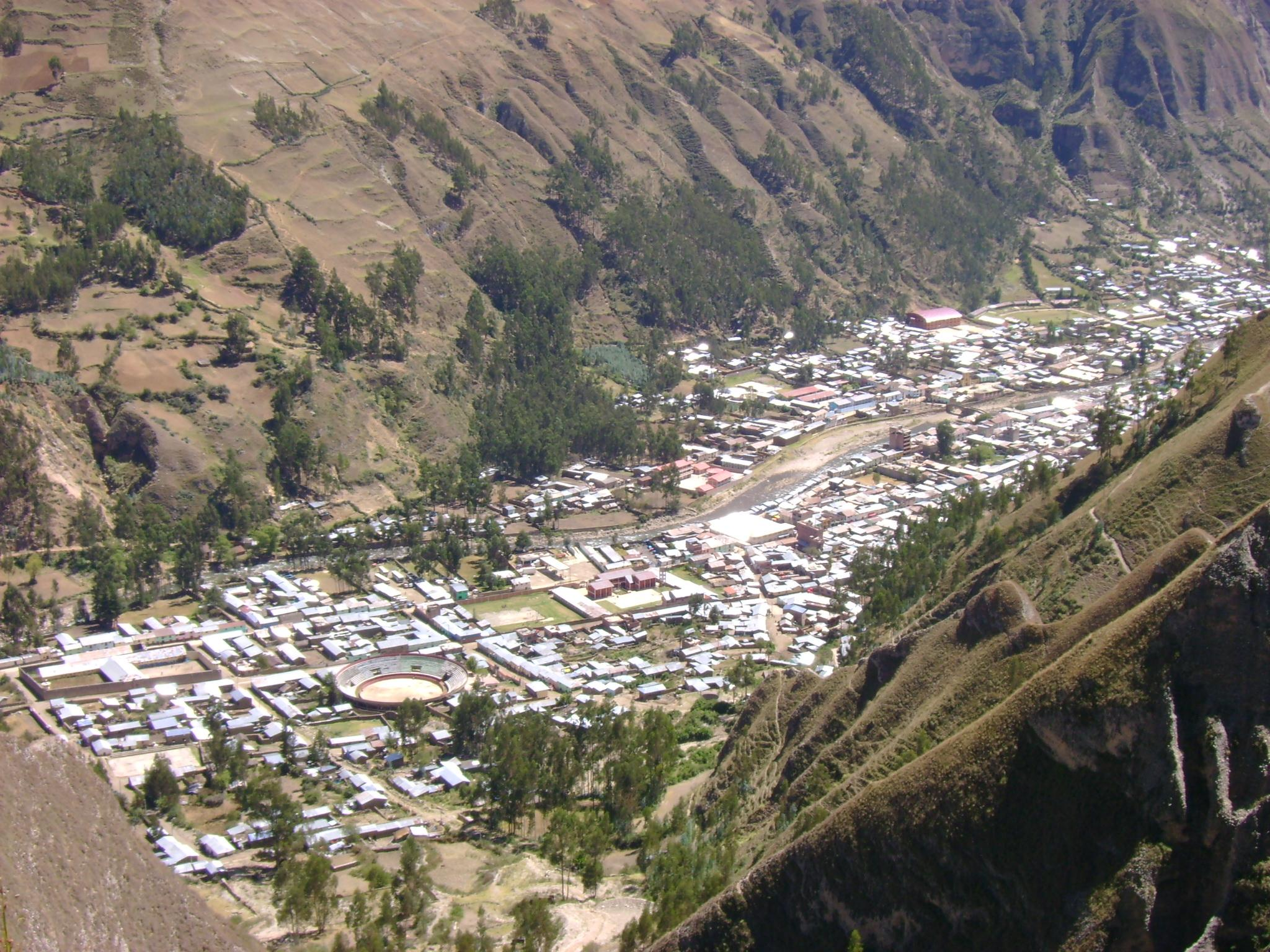
Селение  в горах
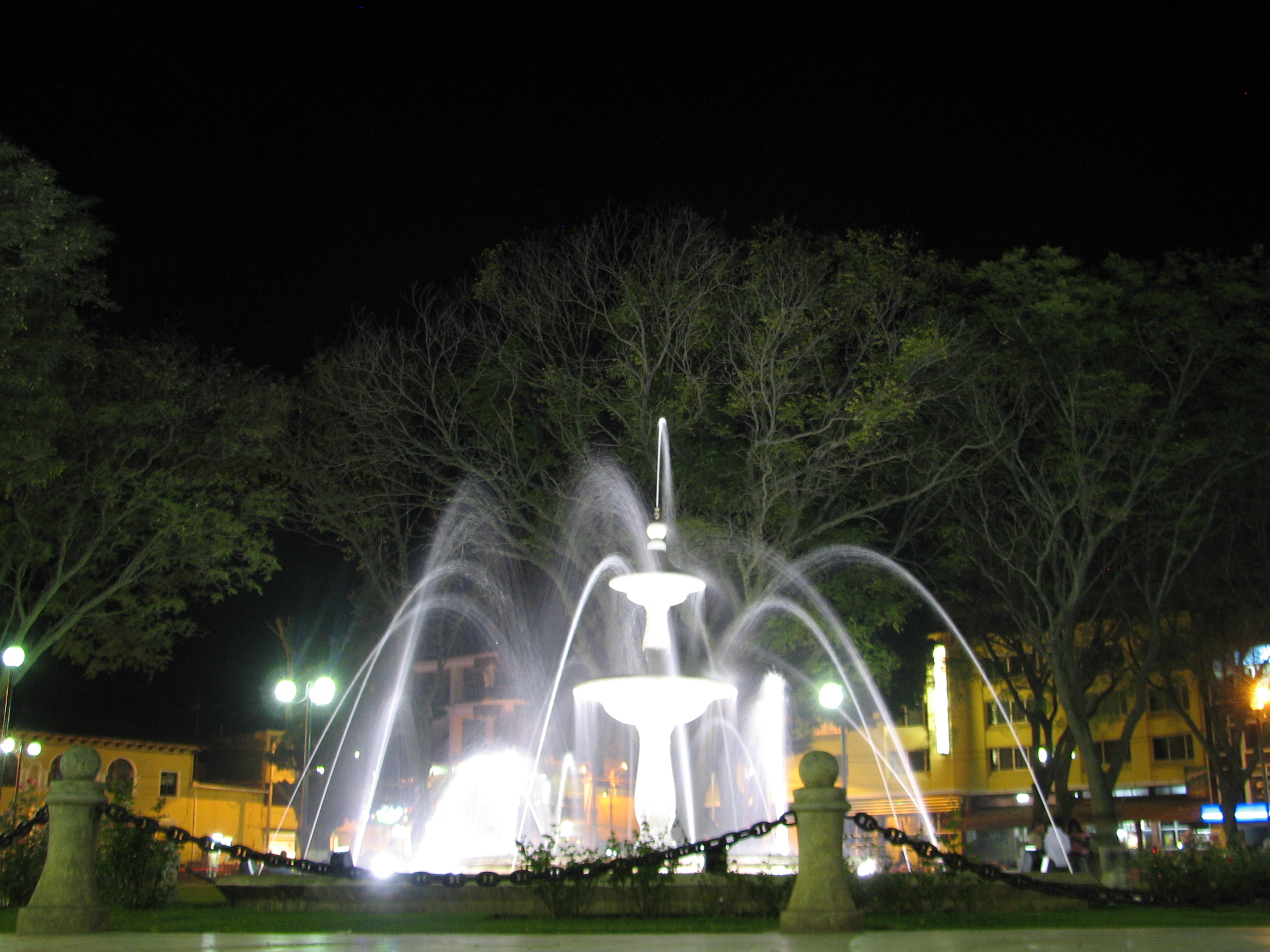
Фонтан на  площади Армас  в  Уануко

### Ика
Регион являлся домом для многих древних культур и цивилизаций. Самой популярной достопримечательностью региона являются линии Наска, значение и использование которых до сих пор не известно. Линии протяжённостью в несколько километров изображают различных животных, которые видны только с воздуха.
Другим объектом туризма, привлекающих множество туристов является — национальный парк Паракас. Парк является прибежищем для морских львов, выдр, пингвинов, более 200 видов птиц.
Кроме того, в регионе имеются множество морских пляжей, винодельческих заводов. Другим популярным местом у туристов является оазис Уакачина, являющейся колыбелью афро-перуанской музыки.

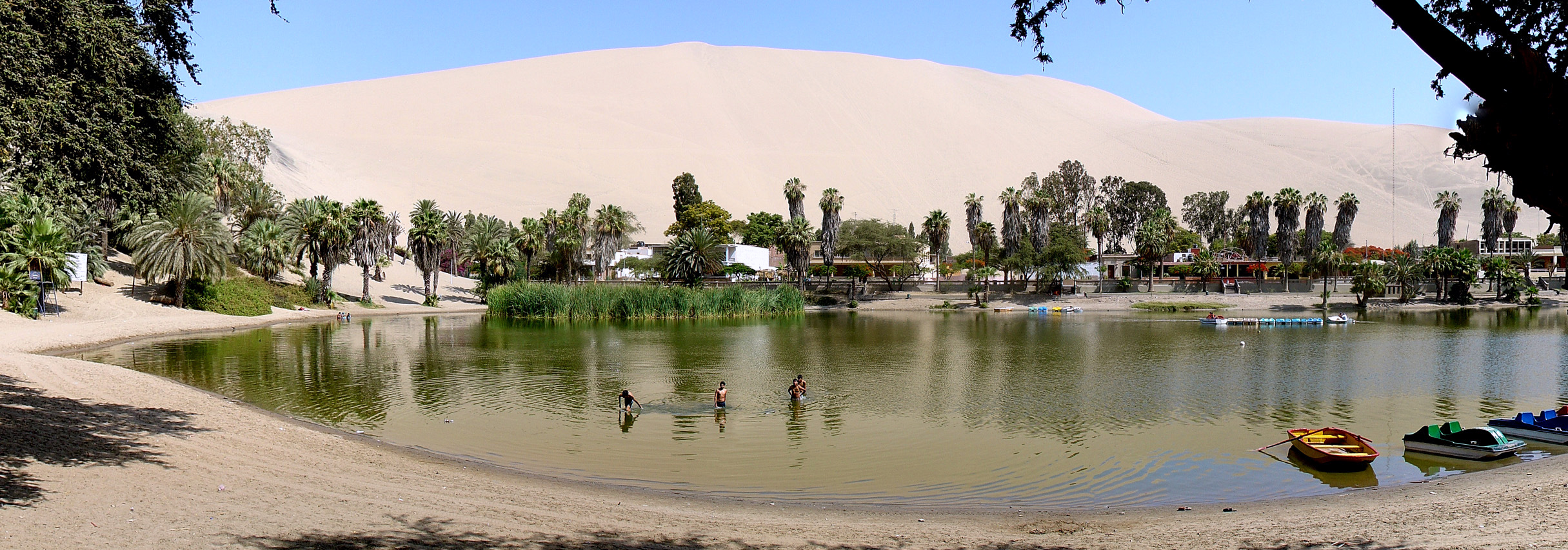
Оазис Уакачина

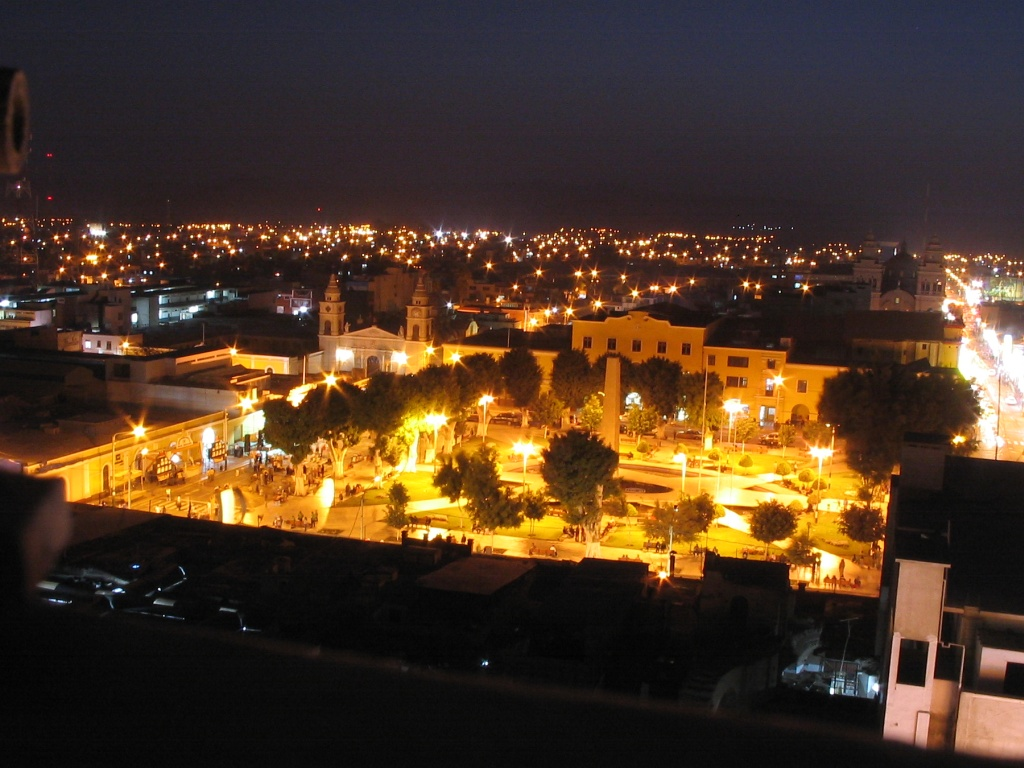
Площадь де-Армас в городе Ика
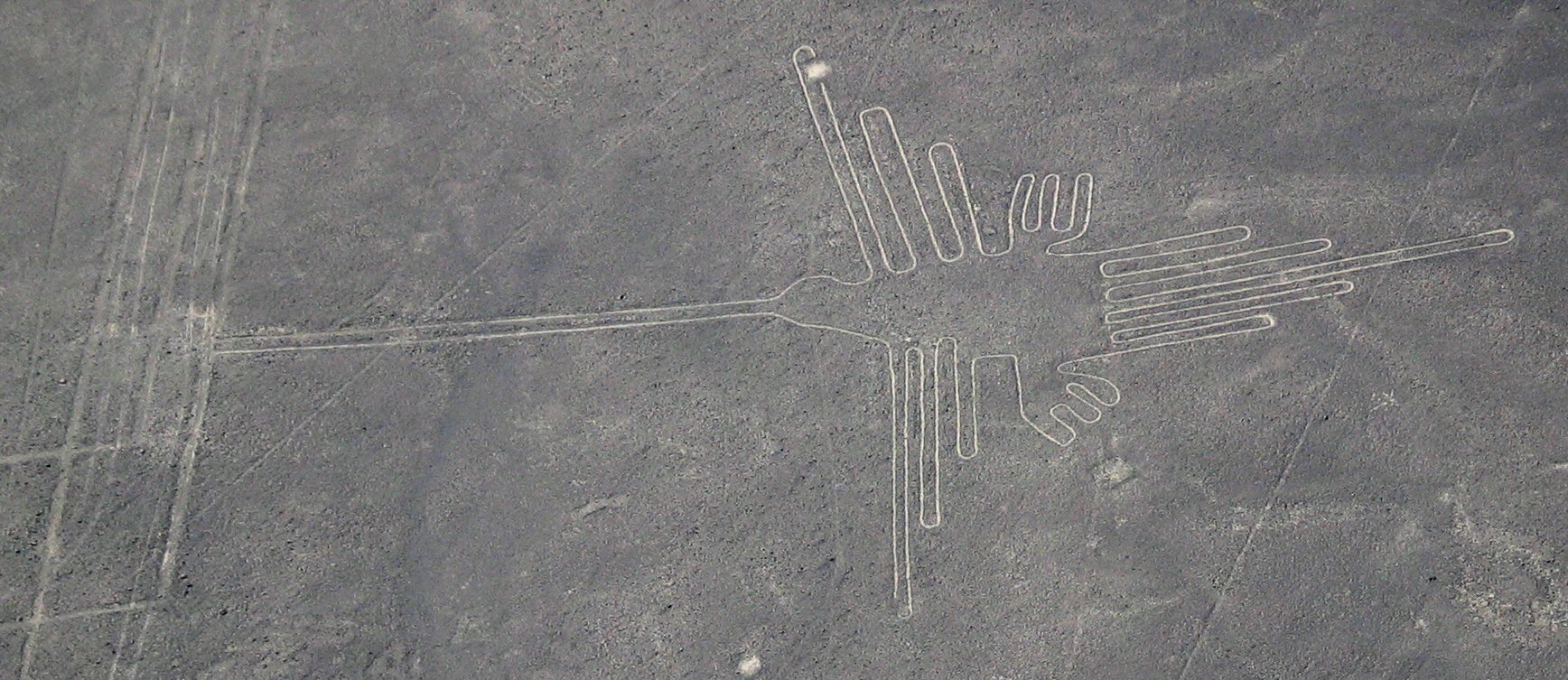
Геоглиф колибри